# Salon international de l'automobile de Genève 2018
L'édition 2018 du Salon international de l'automobile de Genève est un Salon automobile annuel qui se tient du 8 au 18 mars 2018 à Genève. Il s'agit de la 88e édition internationale de ce salon, organisé pour la première fois en 1905. Cette édition a reçu 660 000 visiteurs, une fréquentation en baisse de 4,5 % par rapport à l'édition 2017.

## Présentation
Au salon international de l'automobile de Genève 2018 est présenté en exclusivité le tout nouveau modèle de l'entreprise française Génestin qui disparut dans les années 1930 mais qui est en train de renaître depuis 2016.
BMW a annoncé, par l'intermédiaire de son PDG Harald Krüger, l'arrivée de l'i4, un nouveau modèle dans sa gamme électrique qui s'intercalera entre l'i3 et l'i8. L'i4 sera une berline compacte 4 portes électrique offrant une probable autonomie de 600 km.
Cette année, Cadillac, Chevrolet, Infiniti, DS Automobiles et Opel ne sont pas présents sur le salon. Comme pour le Mondial de l'automobile de Paris 2016 et le Salon de l'automobile de Francfort 2017, les constructeurs automobiles désertent certains salons en fonction des nouveautés qu'ils ont à présenter mais surtout pour faire des économies. À l'inverse, de nouveaux ou plus petits constructeurs, connus ou moins connus, font leur entrée sur l'exposition :
- Applus+ IDIADA
- Arden
- Caresoft
- Corbellati
- E-Moke
- Engler
- Fomm
- GFG Style
- Hennessey
- Icona
- Luxaria Technology
- Lvchi Auto
- Pal-V
- Polestar
- Quadro Vehicles
- W Motors

### Voiture de l'année
Pour la septième fois, le trophée européen de la voiture de l'année (Car of the Year) y a été décerné le 5 mars, la veille de l'ouverture aux journées de presse. C'est le Volvo XC40 qui remporte le titre 2018.

### Bilan et fréquentation
La fréquentation 2018 a baissé de 4,5 % par rapport à l'année précédente avec 660 000 visiteurs.

## Exposition

### Nouveautés
Cette édition reçoit la première voiture volante commercialisée, la Liberty du constructeur Pal-V.
- Abarth 124 GT
- Abt Sportsline RS4-R
- Alfa Romeo 4C Coupé Competizione[11]
- Alfa Romeo 4C Spider Italia
- Alfa Romeo Giulia Quadrifoglio Nring
- Alfa Romeo Stelvio Quadrifoglio Nring
- Alpina XD3 II[12]
- Alpina XD4 : il est dévoilé sur le même salon que le BMW dont il dérive (le X4 II)
- Alpine A110 Pure & Légende[13] : Après les 1955 premier modèles de la Première Édition, Alpine présente les A110 Pure et A110 Légende;
- Aston Martin DB11 Volante
- Aston Martin Vantage : La nouvelle génération de Vantage fait sa première apparition publique au salon;
- Audi A6 V[14]
- Audi A7 Sportback II
- Bentley Bentayga V8
- Bentley Bentayga Hybrid : Bentley expose le premier hybride de l'histoire de la marque avec le Bentayga ;
- BMW X4 II : Le constructeur bavarois BMW dévoile la seconde génération de son X4 (code G02) seulement quatre ans après le premier opus;
- Bugatti Chiron Sport : Deux ans après sa présentation à Genève, Bugatti expose une série limitée à 999 exemplaires ;
- Corbellati S.L. Missile
- CUPRA Ateca[15] : Cupra devient une nouvelle marque automobile;
- Citroën Berlingo III[16]
- Ferrari 488 Pista
- Fiat 124 Spider S-Design
- Ford Edge ST-Line
- Ford Mustang Bullitt : Une des grandes surprises du salon, la commercialisation de la Mustang Bullitt en Europe ;
- Hennessey Performance Engineering Venom F5 : La voiture de série la plus rapide du monde (482 km/h) fait ses premiers pas en Europe ;
- Honda CR-V V
- Honda Jazz X-Road
- Hyundai Kona électrique[17]
- Hyundai Nexo
- Hyundai Santa Fe IV[18] : Le Santa Fe IV ne fera ses débuts qu'en 2020 en France ;
- Italdesign ZeroUno Targa[19]
- Jaguar I-Pace : Le premier concurrent sérieux de la Tesla Model X arrive d'Angleterre avec Jaguar ;
- Jeep Grand Cherokee Trackhawk
- Jeep Wrangler IV
- Kia Ceed III[20] : La Ceed perd son apostrophe mais se présente en SW (Break) en même temps que la berline ;
- Kia Rio GT-Line
- Lamborghini Urus : Le SUV Lamborghini fait sa première apparition sur un salon européen ;
- Lamborghini Huracán Performante Spyder
- Land Rover Range Rover SV Coupé[21]

À l'origine en 1970, le Range Rover était uniquement vendu en 3 portes et ce jusqu'en 1994 en France. Il revient après 24 années d'absence en coupé ;
- Lexus RX 450h L
- Lexus UX[22] : L'UX est l'une des principales nouveautés du salon 2018;
- Manifattura Automobili Torino New Stratos
- Mazda 6 Wagon[23]
- McLaren Senna
- Mercedes-Benz Classe X 350d (V6)
- Mercedes-AMG G63
- Mercedes-AMG GT 4 portes[24]

Troisième modèle produit par le nouveau constructeur Mercedes-AMG, la GT 4 portes est bâtie sur la base de la nouvelle Mercedes CLS ;
- Mercedes-Benz Classe A (Type 177)[25]
- Micro Mobility Systems Microlino
- Morgan Plus 8 50th Anniversary Edition
- Pal-V Liberty : C'est une voiture, certes, mais elle vole ! ;
- Peugeot 508 II[26] : D'après les journalistes, c'est la vedette de cette édition, tant la 508 2e génération était attendu ;
- Peugeot Rifter : Le Peugeot Partner devient Rifter pour sa 3e génération;
- Renault Clio RS 18
- Renault Talisman 1.8 TCE[27]
- Rimac C_TWO[28]
- Rolls-Royce Dawn Aero Cowling
- Škoda Kodiaq Laurin&Klement
- SsangYong Musso (Q200)[29]
- Touring Superleggera Sciadipersia[30]
- Toyota Auris III[31] : L'Auris n'était pas attendu, c'est l'une des surprises du salon ;
- Volvo V60[32] : Volvo présente le break V60 avant la berline ;
- Zenvo TSR-S[33]

Nouveautés au salon de Genève 2018
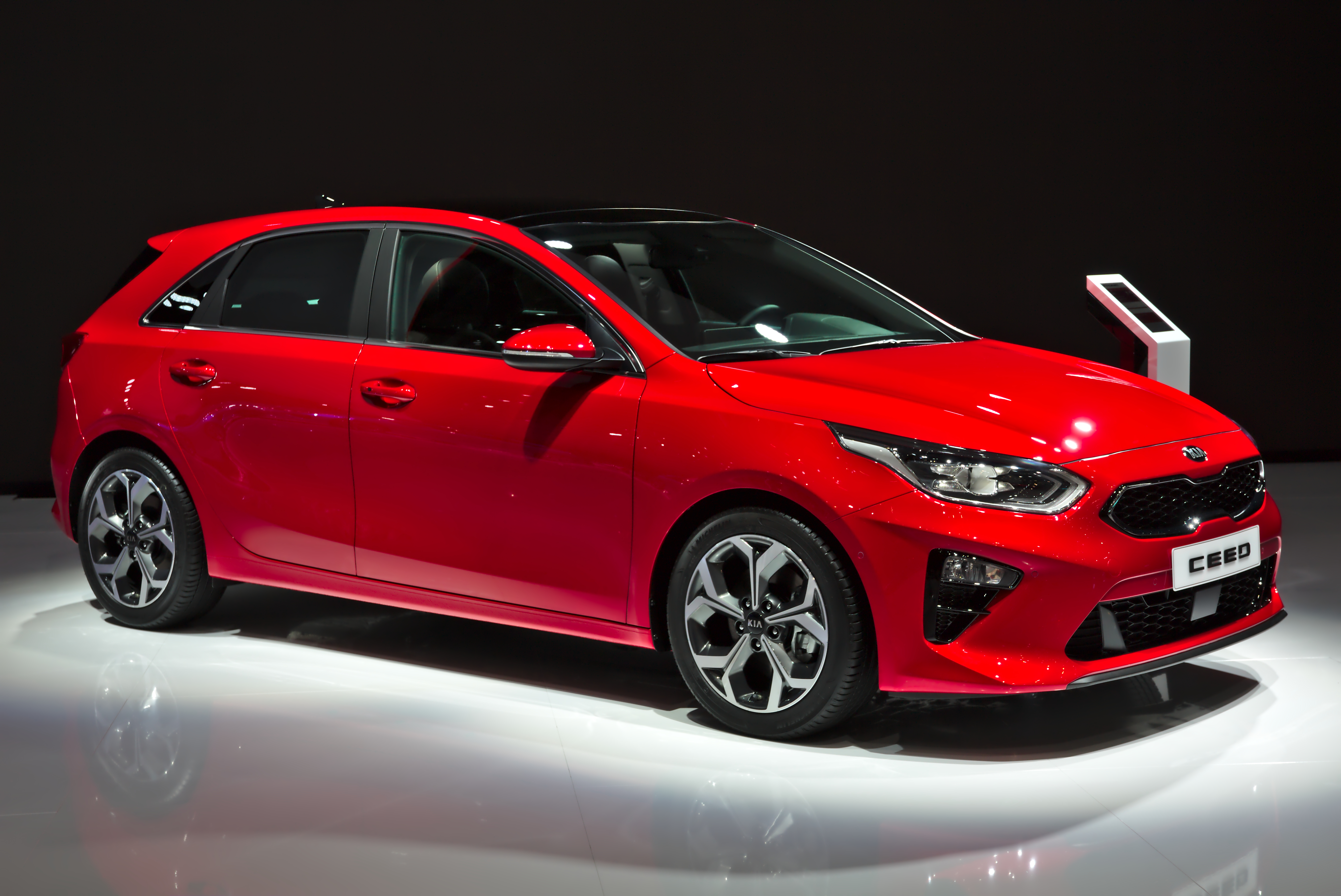
Kia Ceed
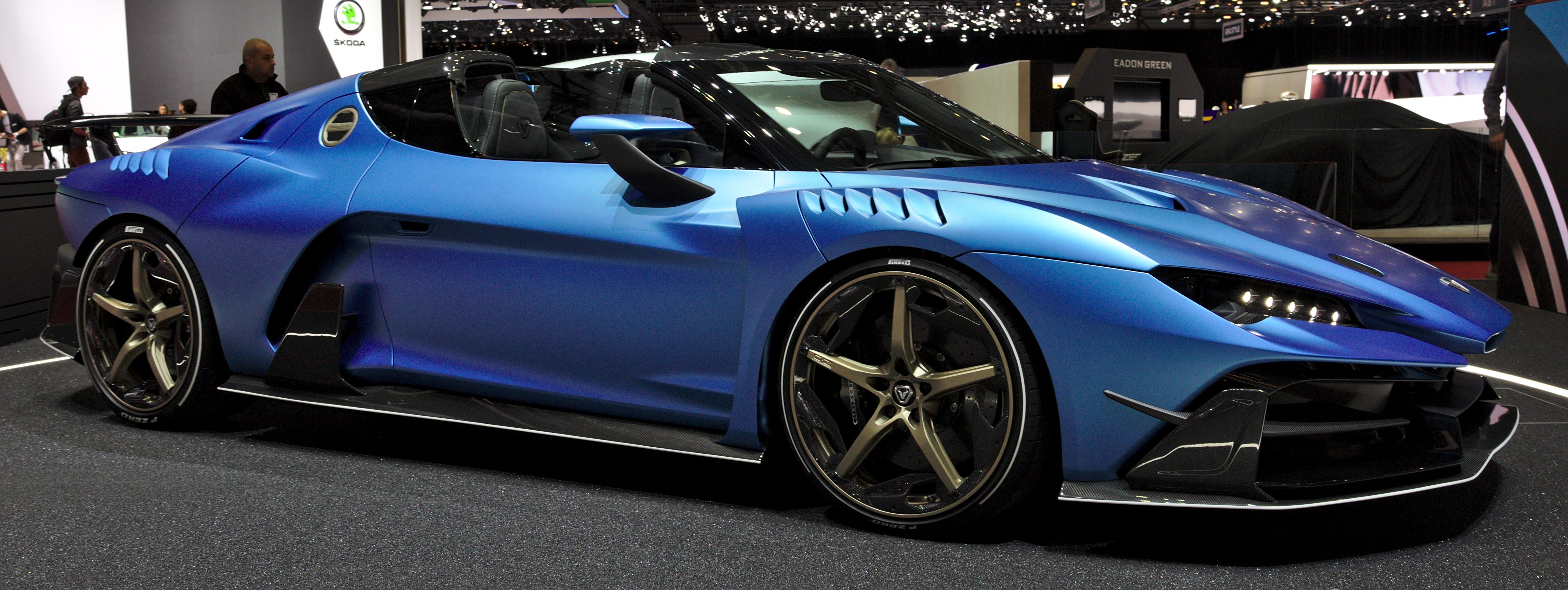
Italdesign ZeroUno Targa
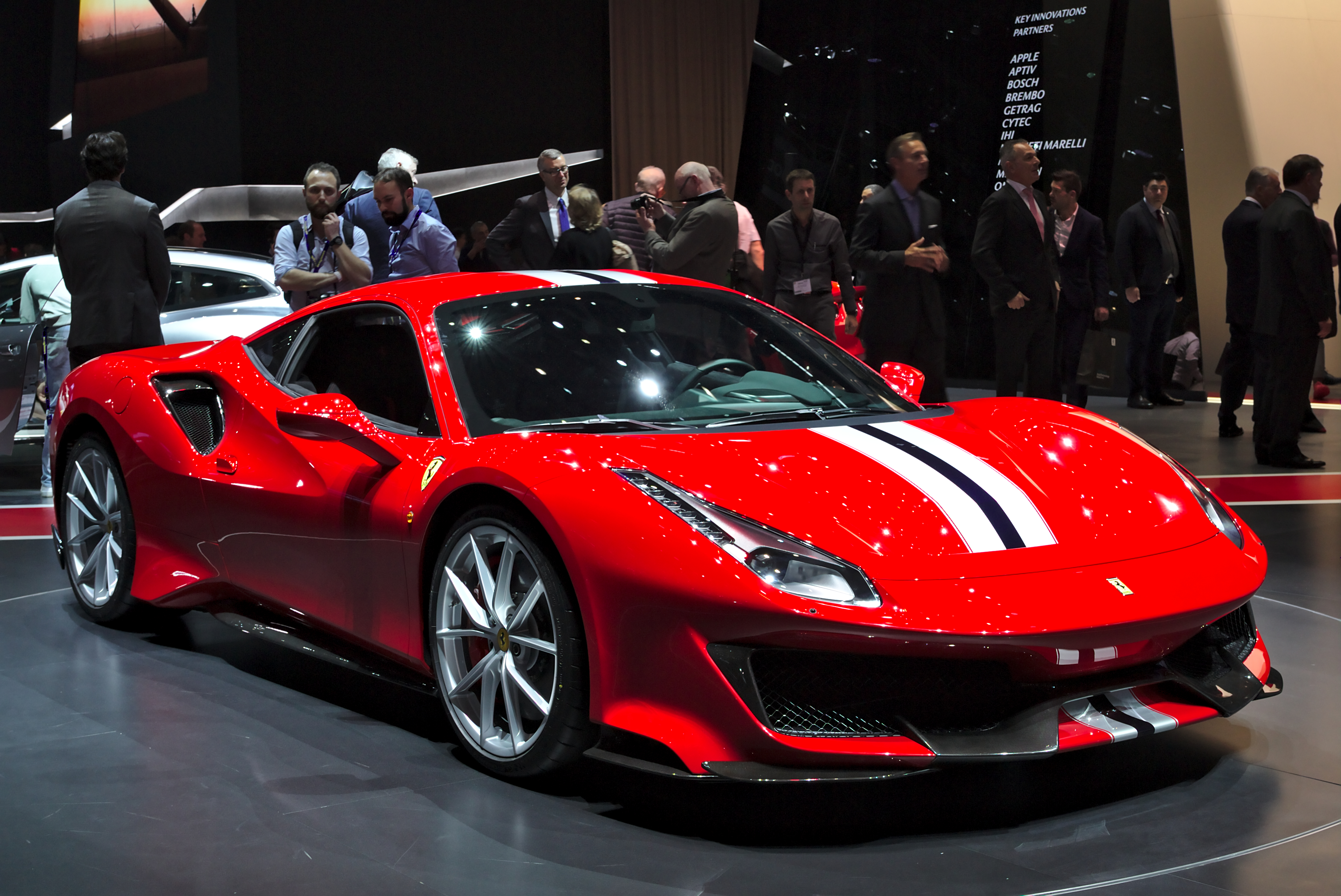
Ferrari 488 Pista
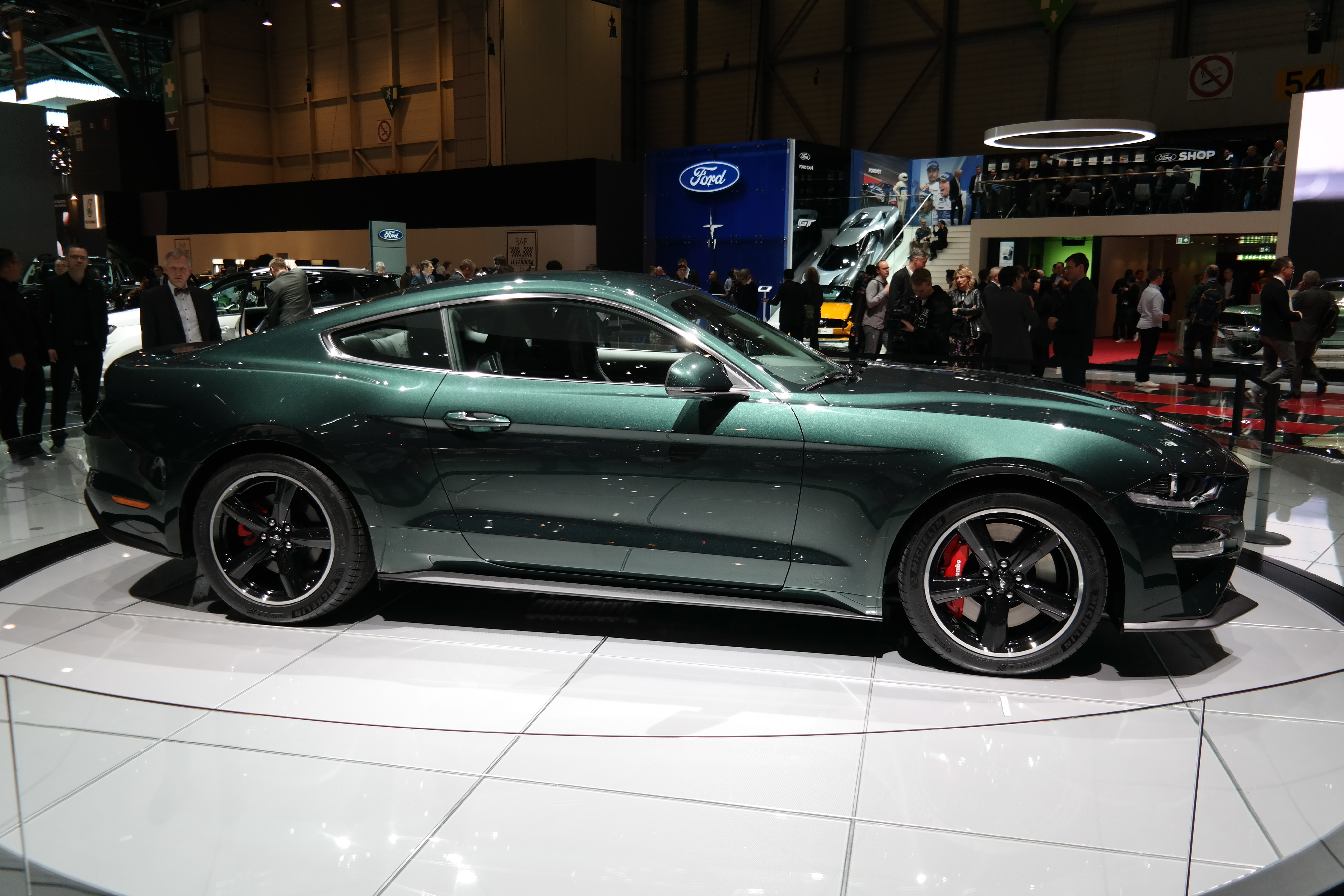
Ford Mustang Bullitt
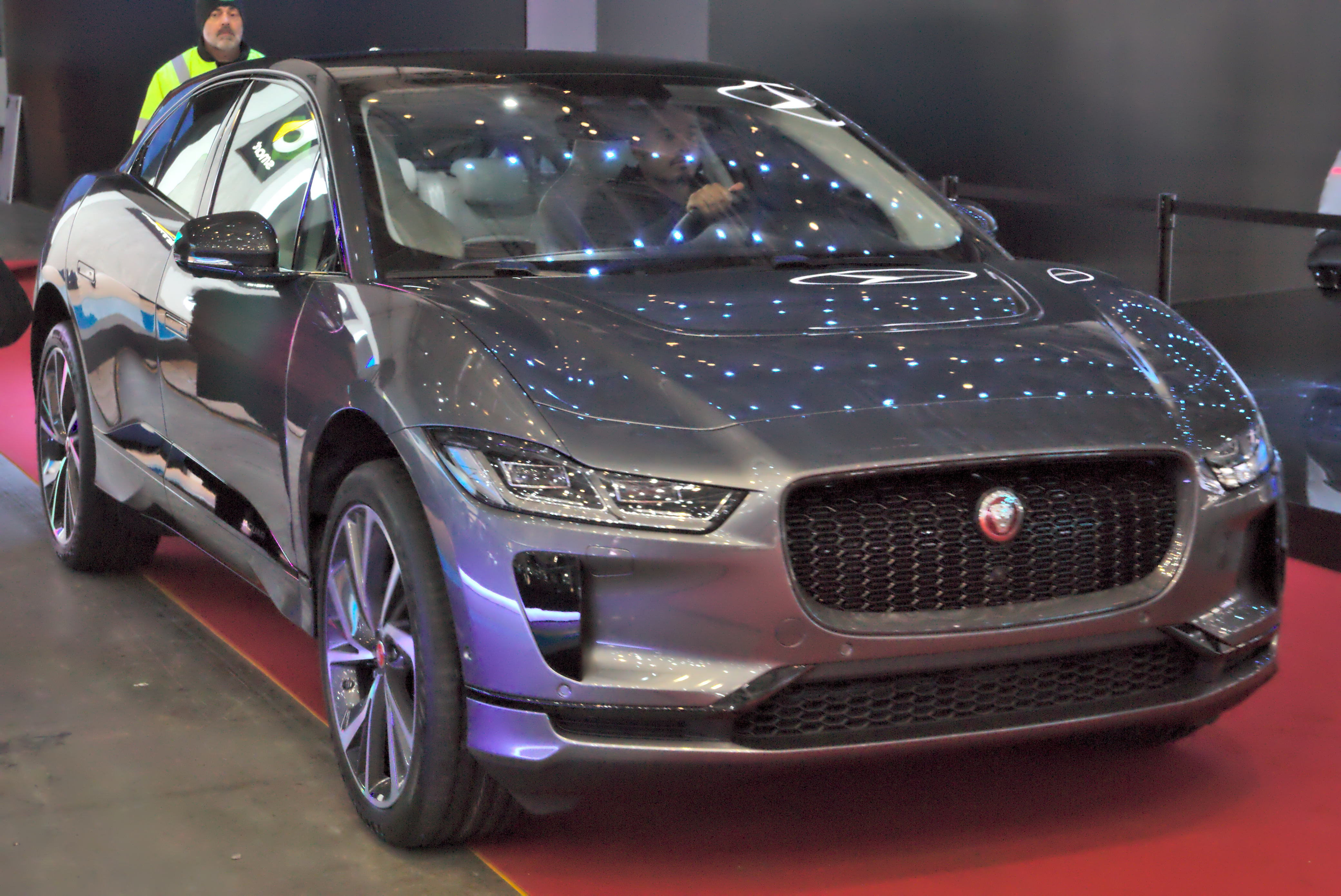
Jaguar I-Pace
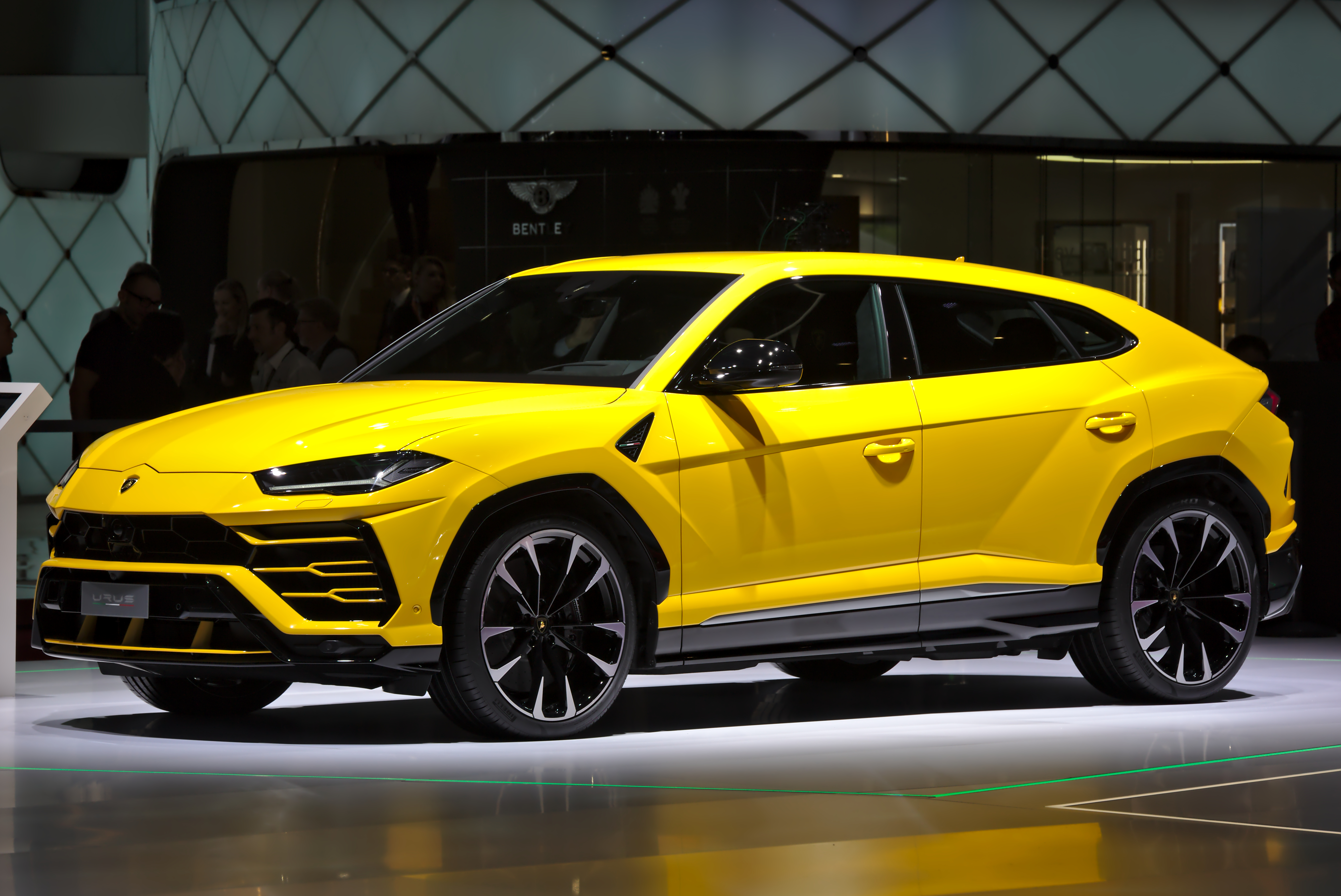
Lamborghini Urus
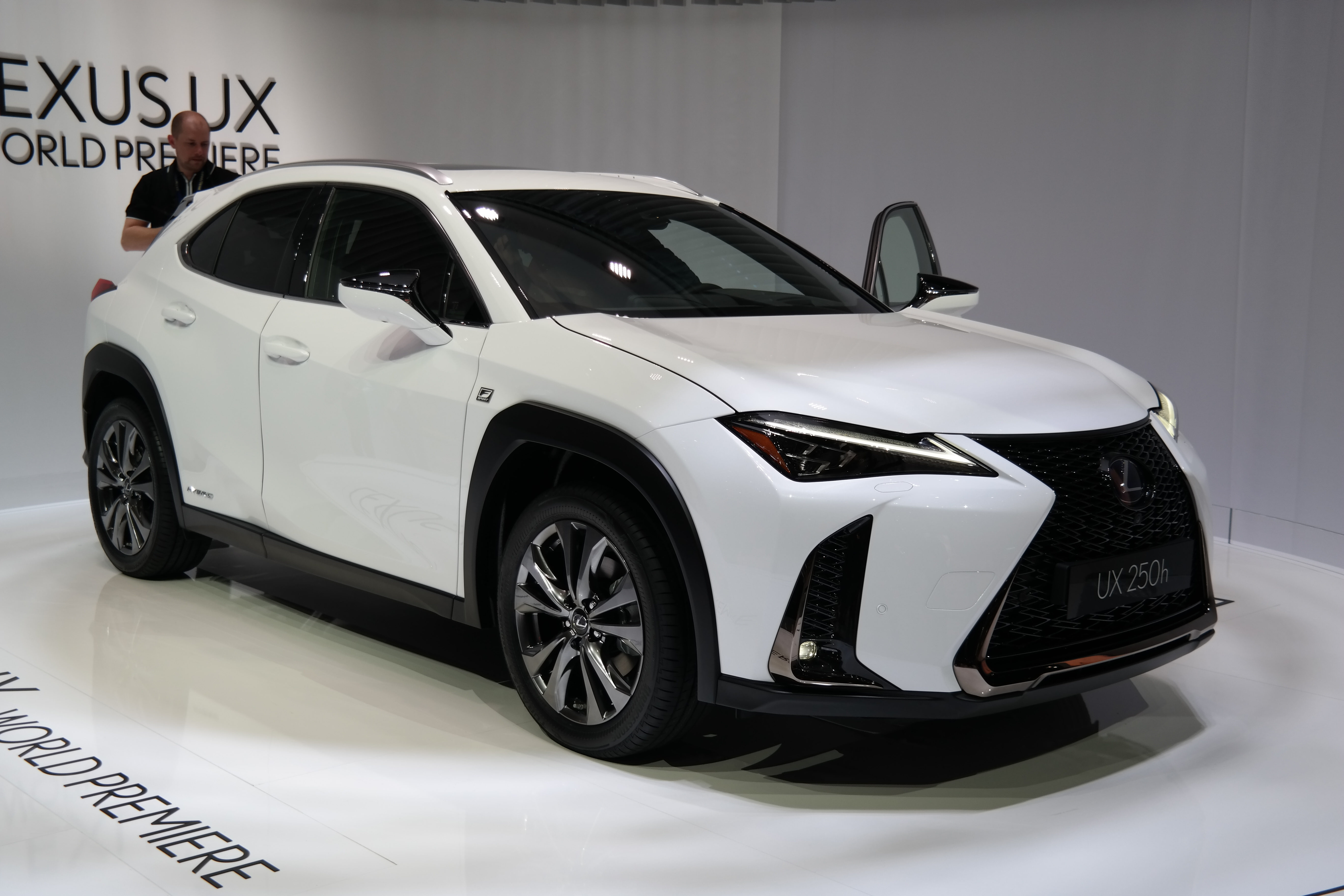
Lexus UX
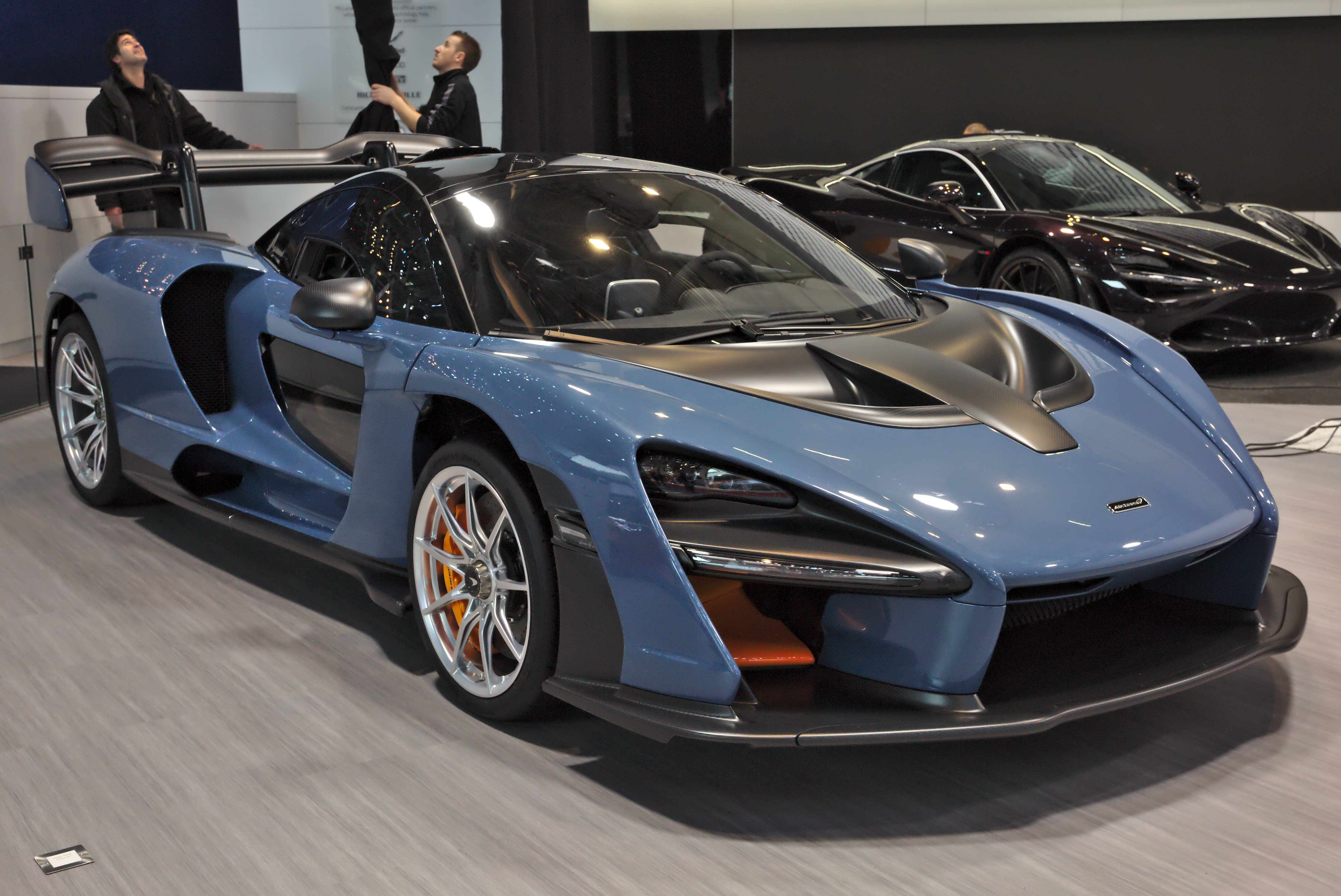
McLaren Senna
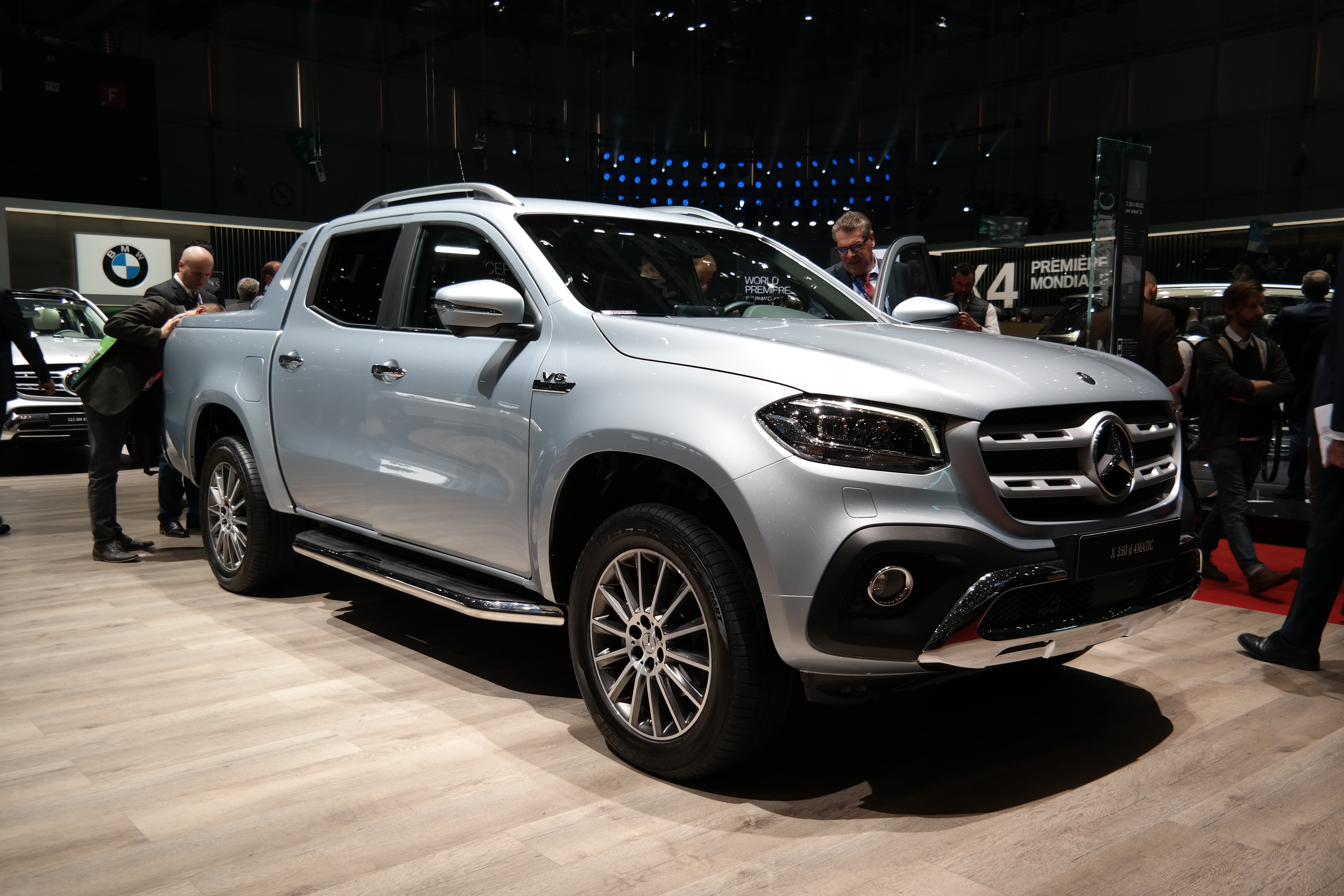
Mercedes Classe X V6
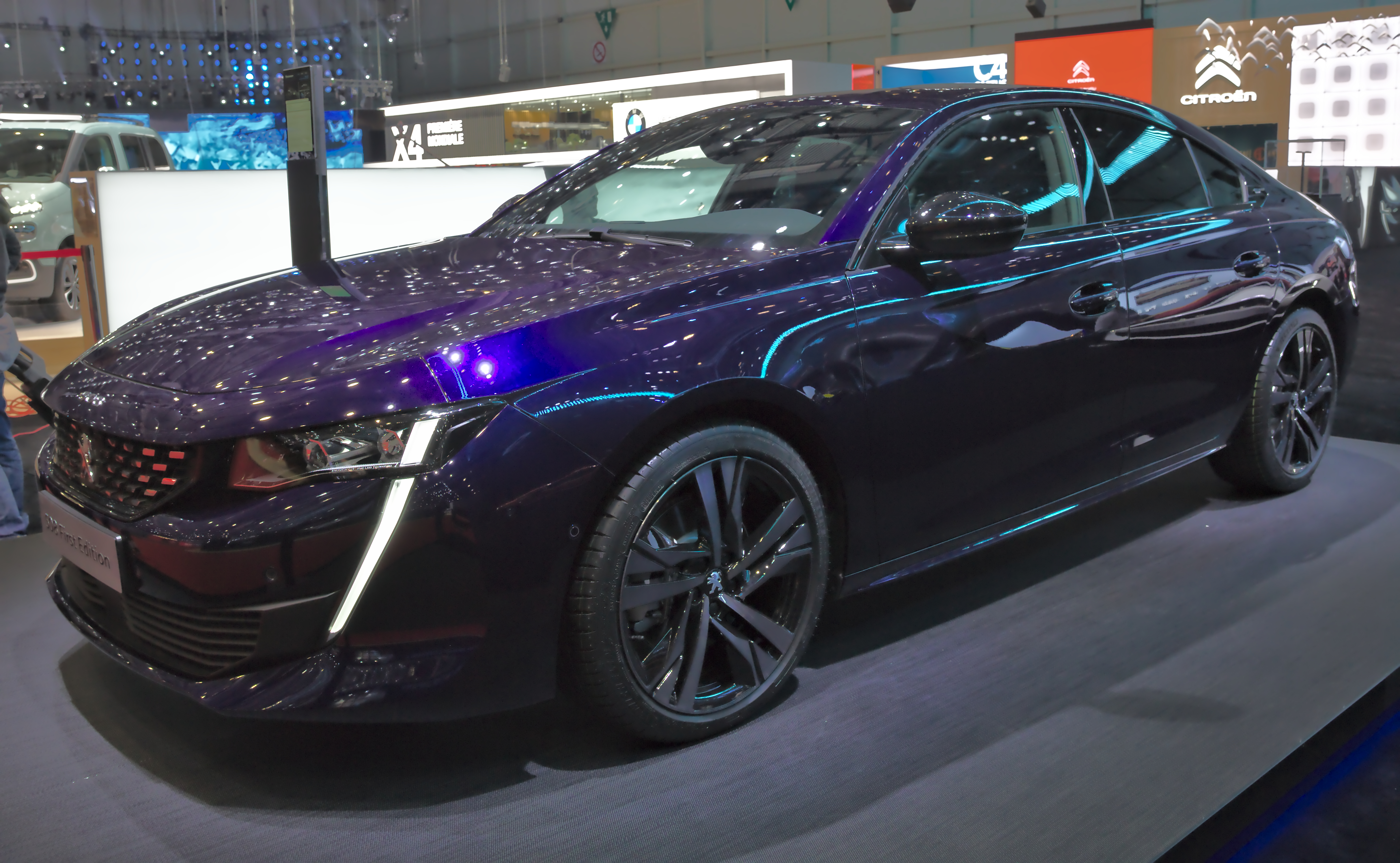
Peugeot 508 II
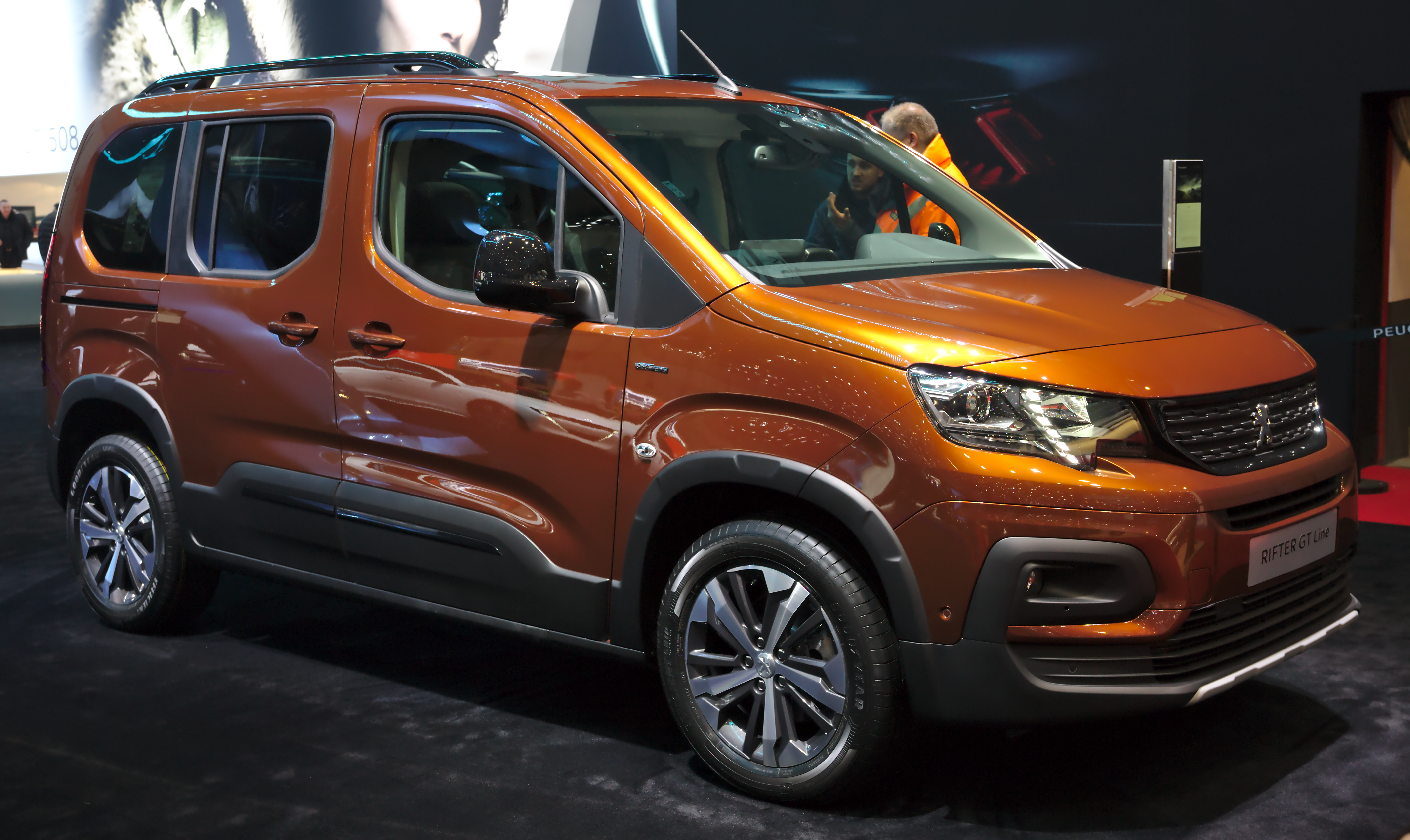
Peugeot Rifter
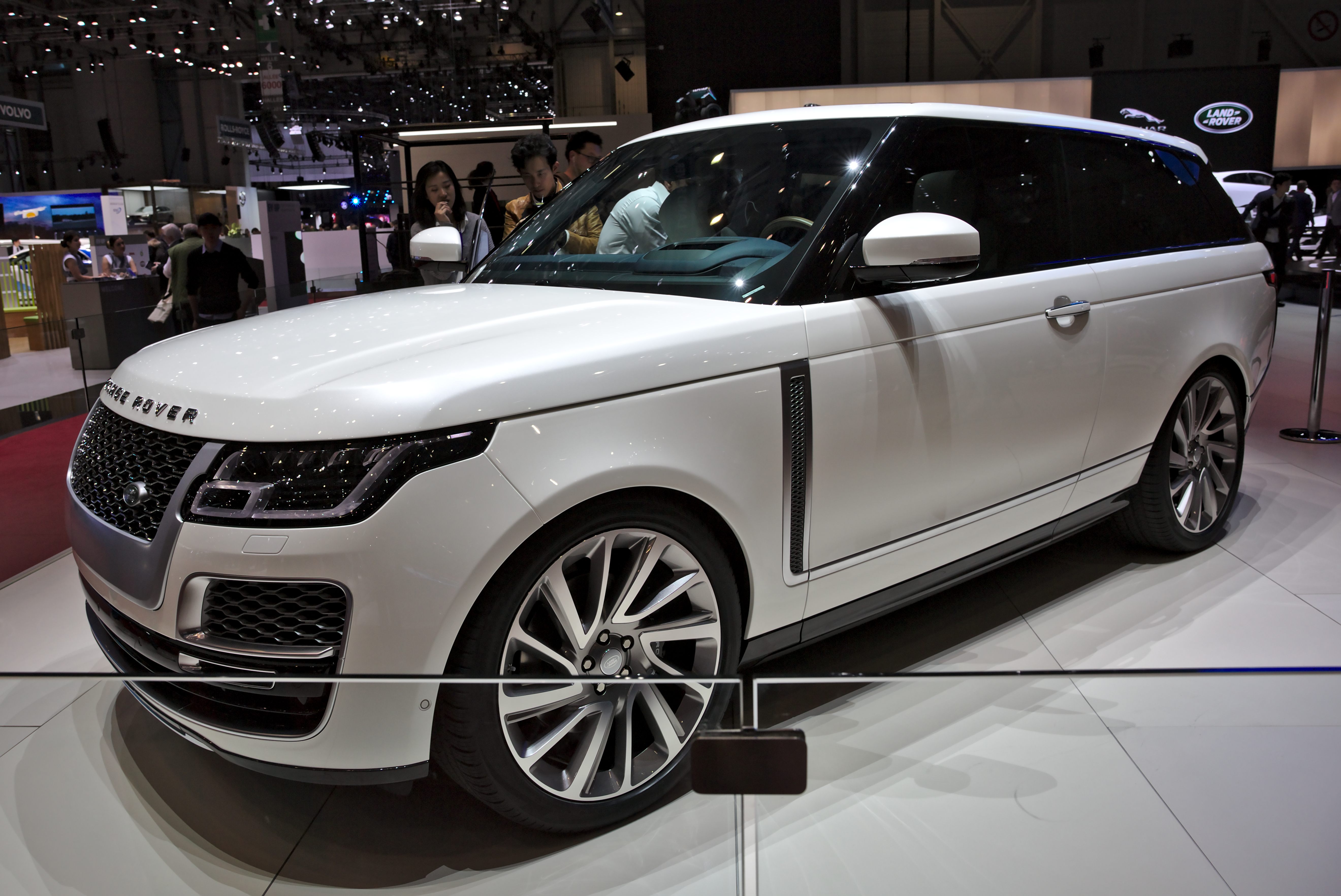
Range Rover SV Coupé
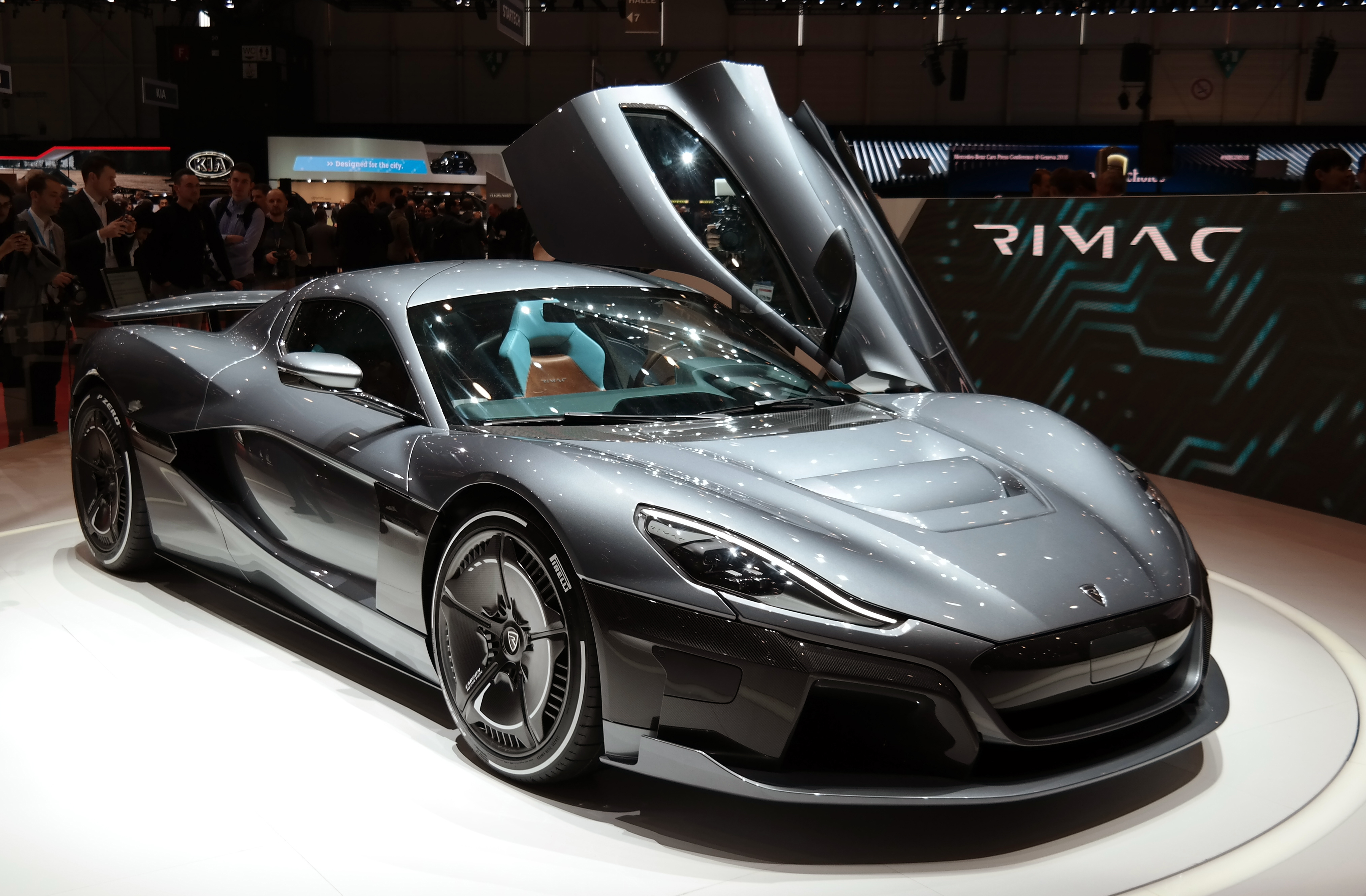
Rimac C_TWO
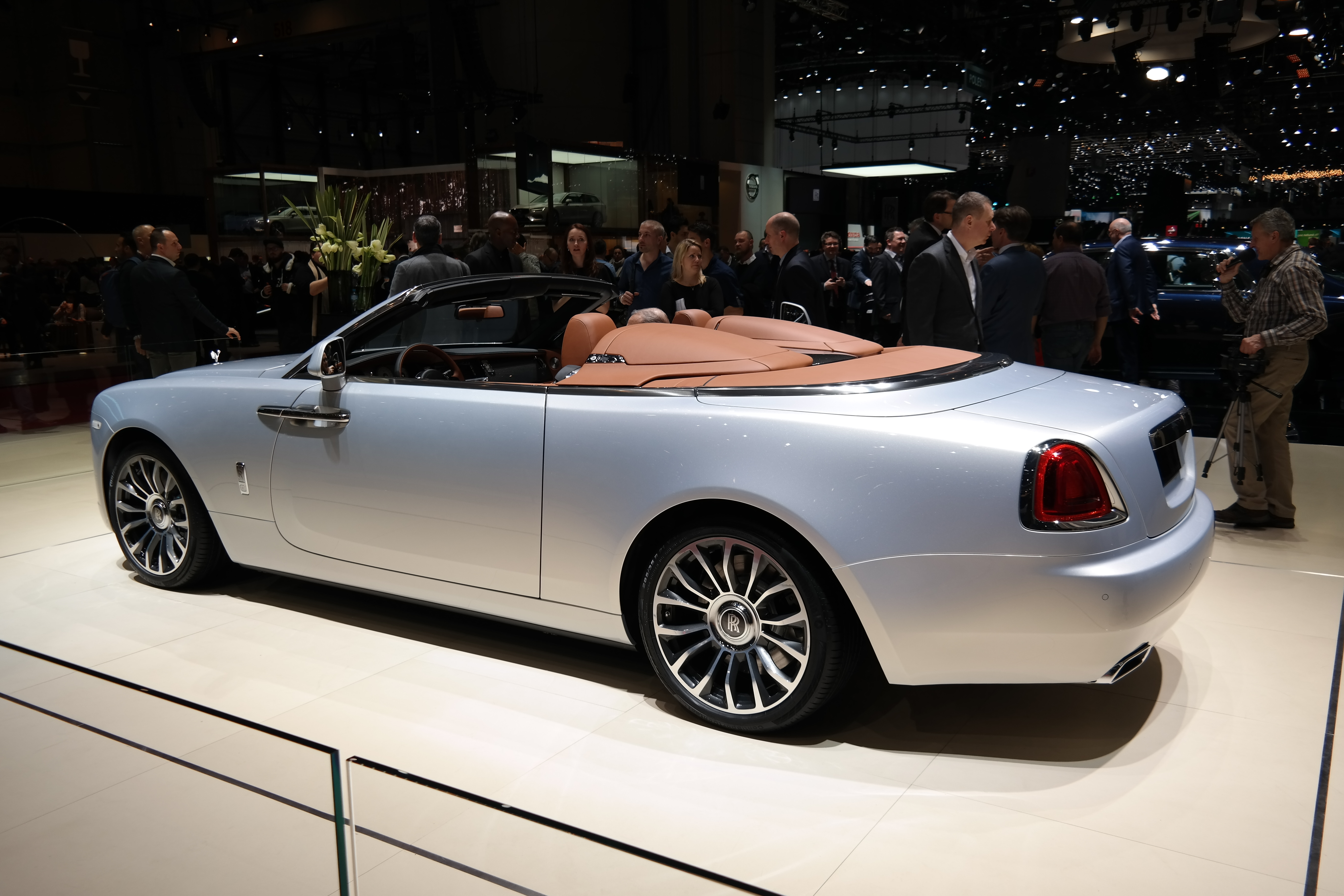
Rolls-Royce Dawn Aero Cowling
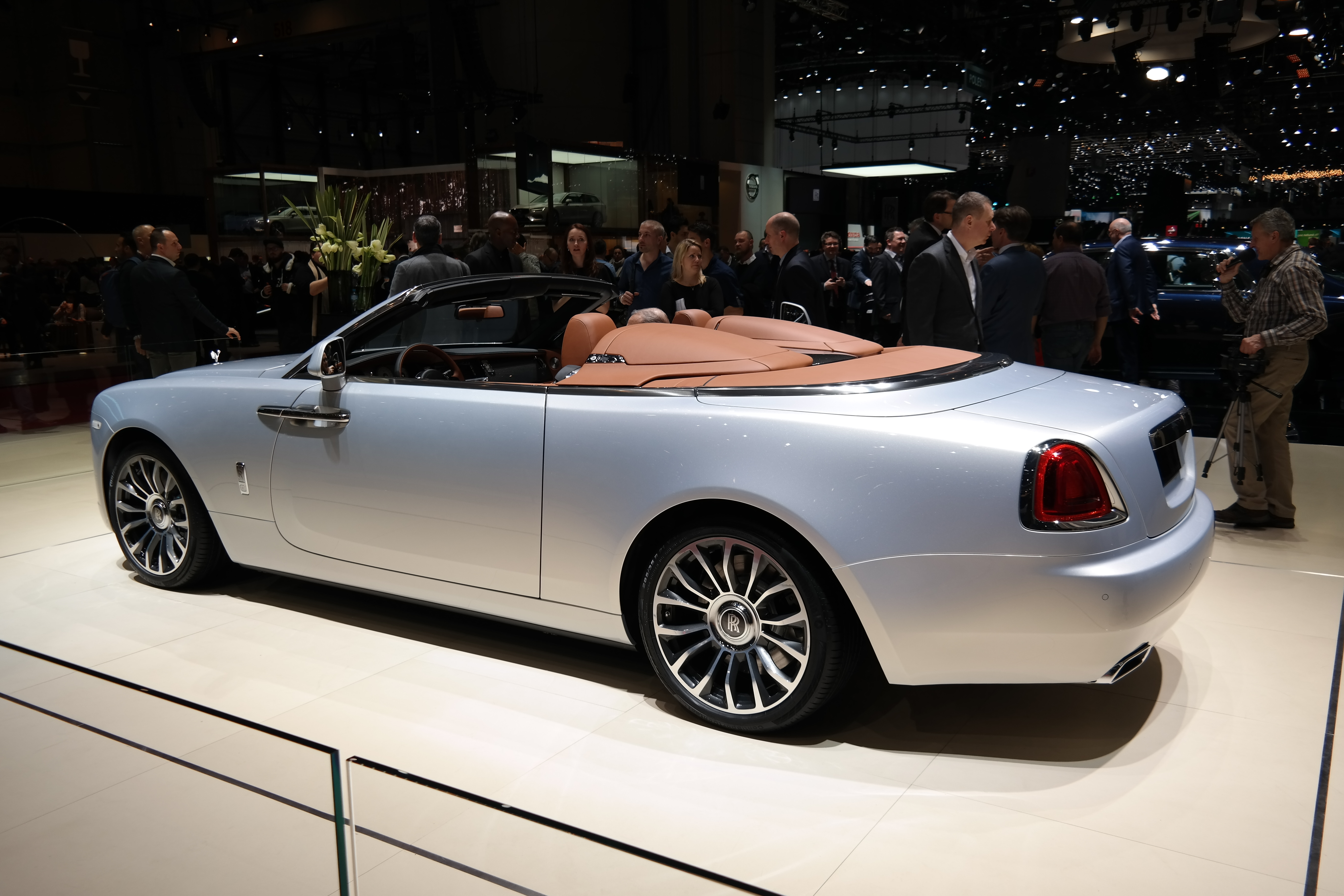
Ssangyong Musso
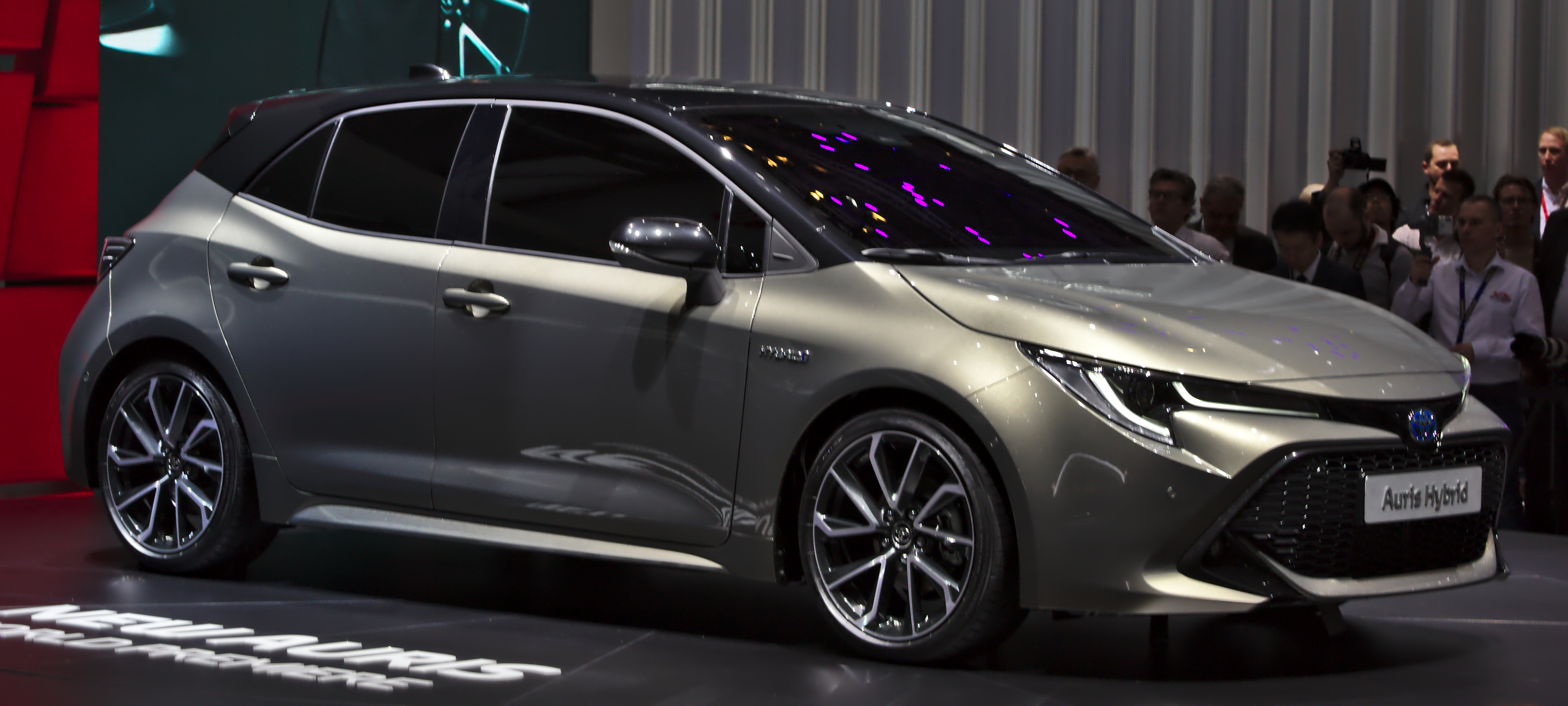
Toyota Auris
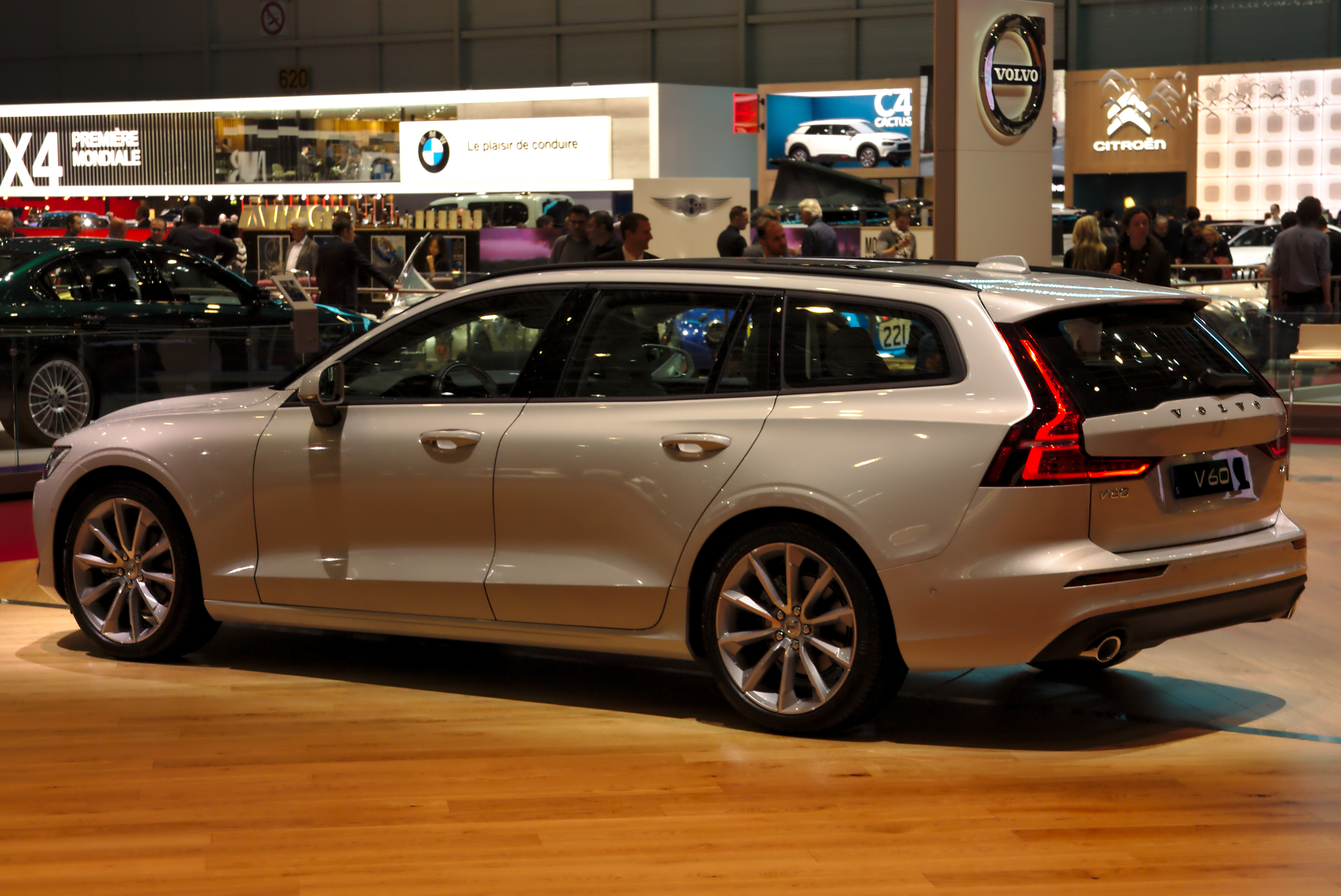
Volvo V60
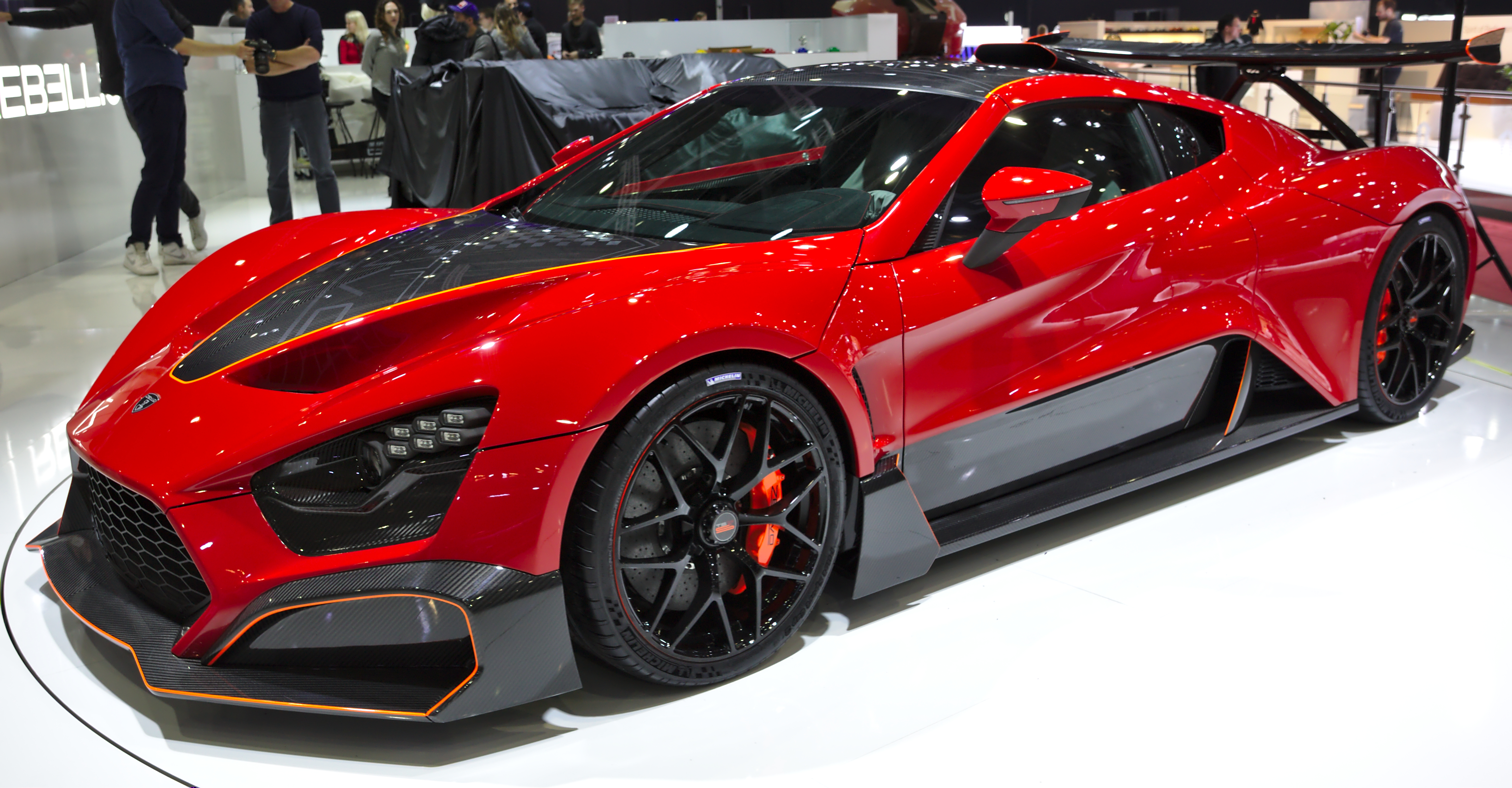
Zenvo TSR-S
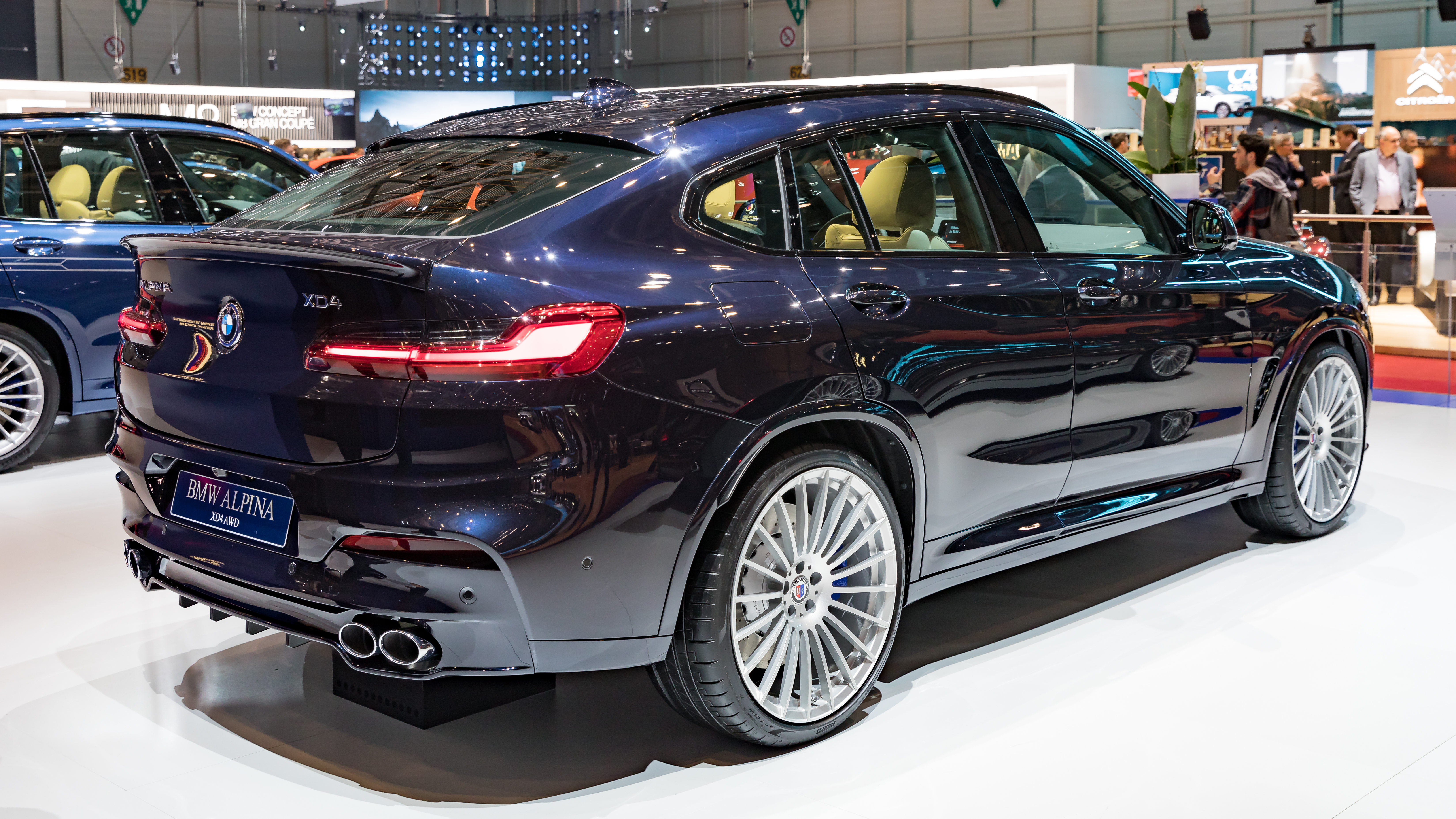
BMW Alpina XD4
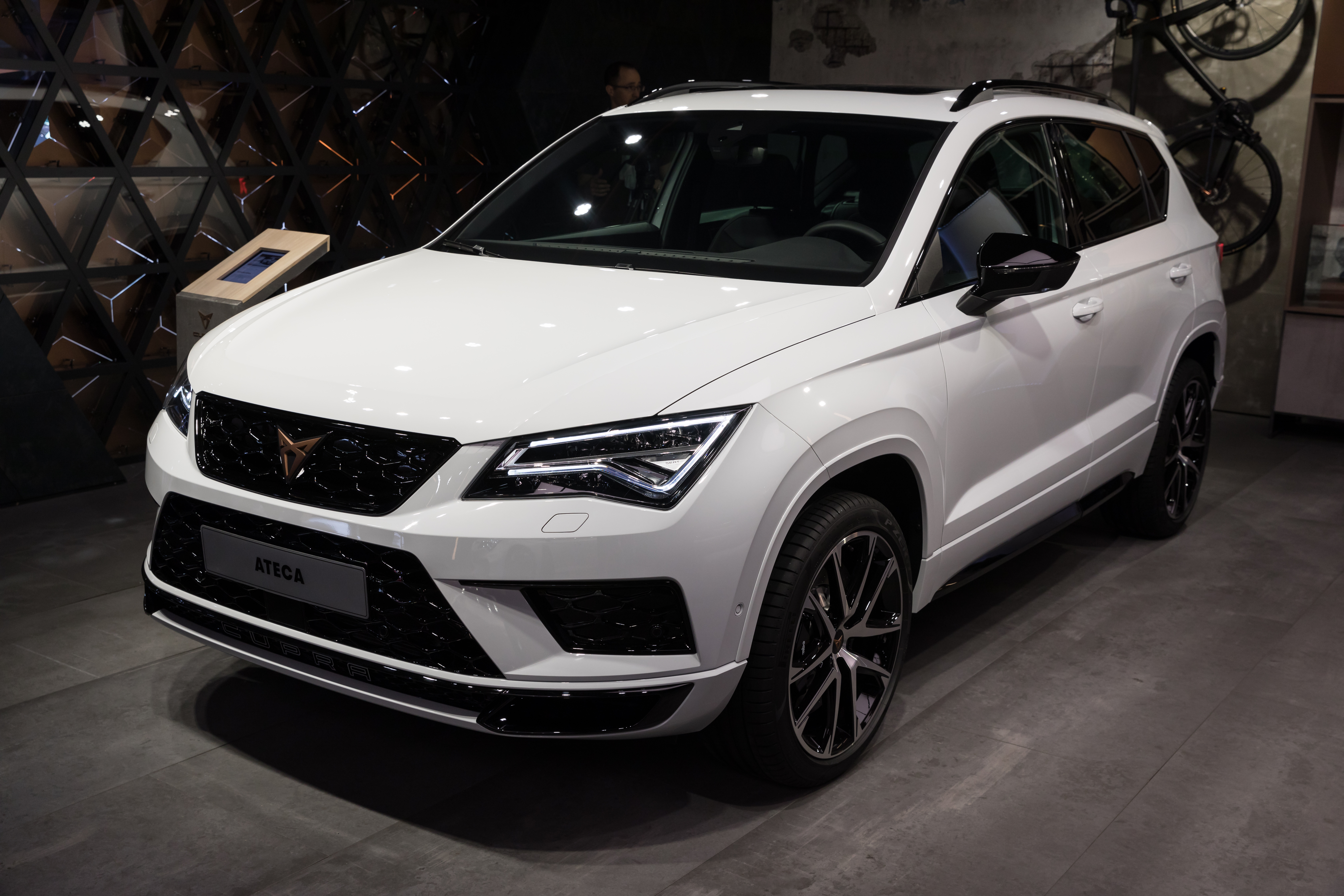
Cupra Ateca
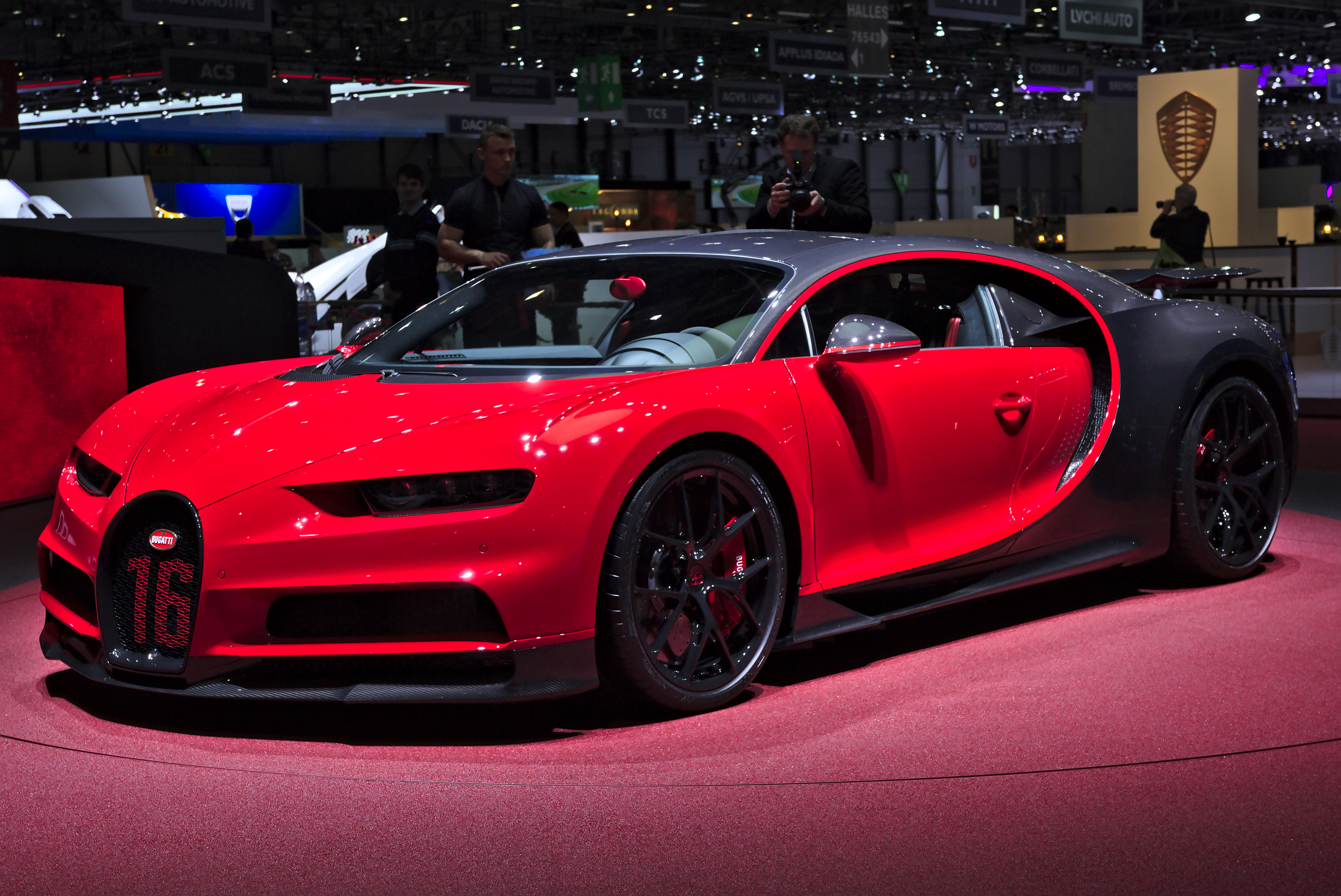
Bugatti Chiron Sport
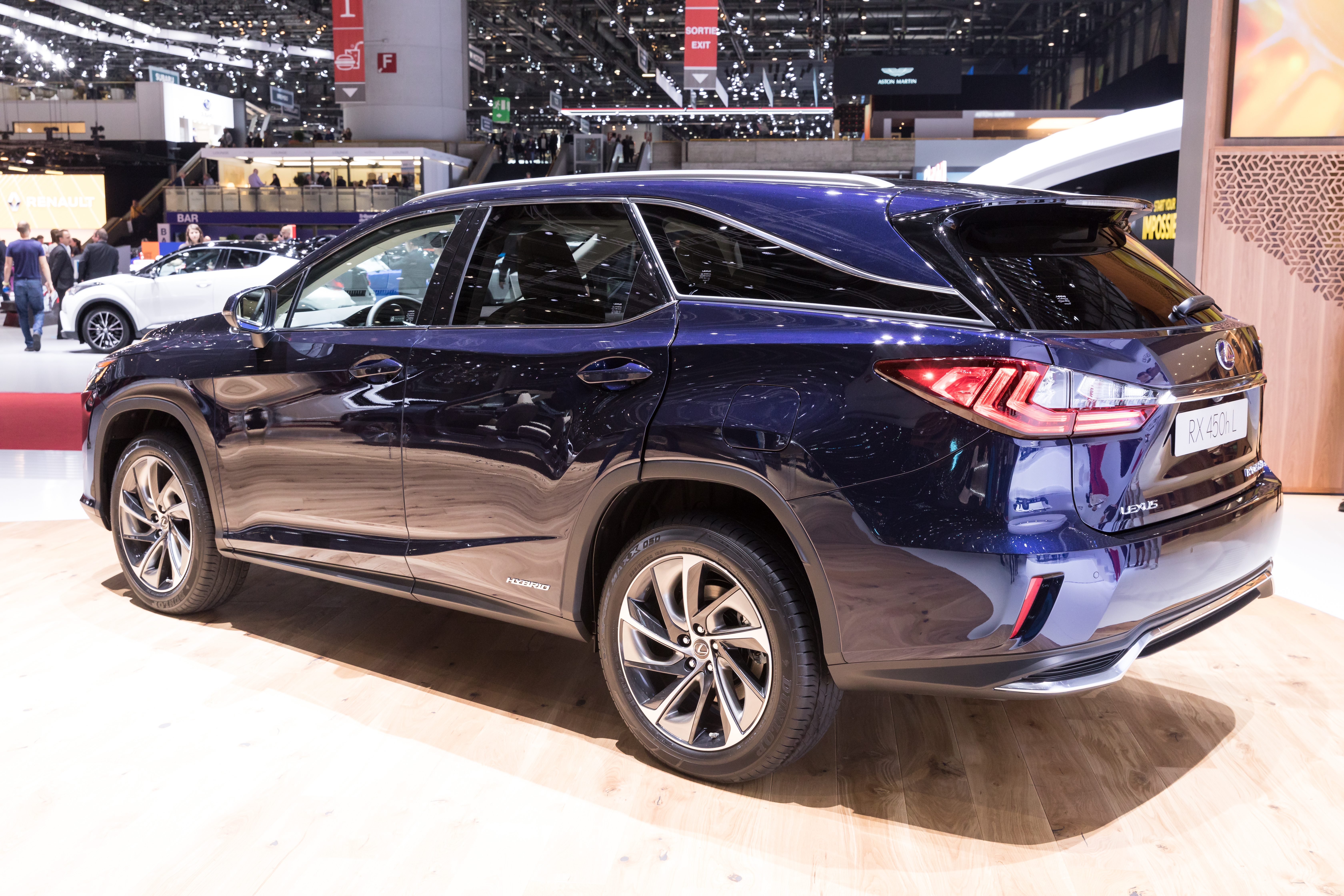
Lexus RX L

### Restylages
- Ford Edge phase 2[34]
- Ford Ka+ phase 2[35]
- Jeep Cherokee phase 2
- Kia Optima II phase 2[36]
- Honda Jazz 3 phase 2
- Mazda 6[23] phase 3
- Mercedes Classe C[37] phase 2
- Porsche 911 GT3 RS phase 2
- Toyota Aygo phase 2

Restylages au salon de Genève 2018
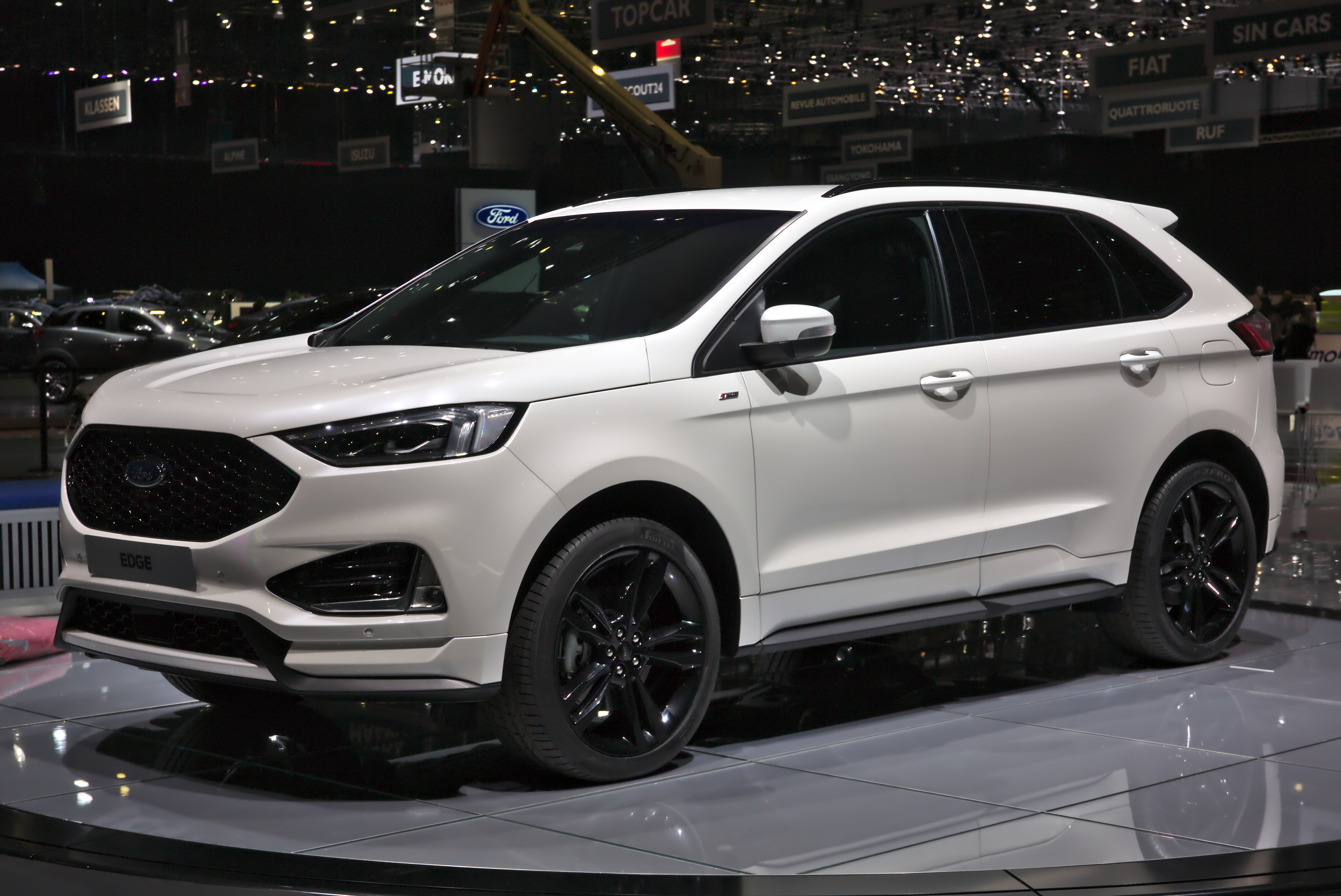
Ford Edge
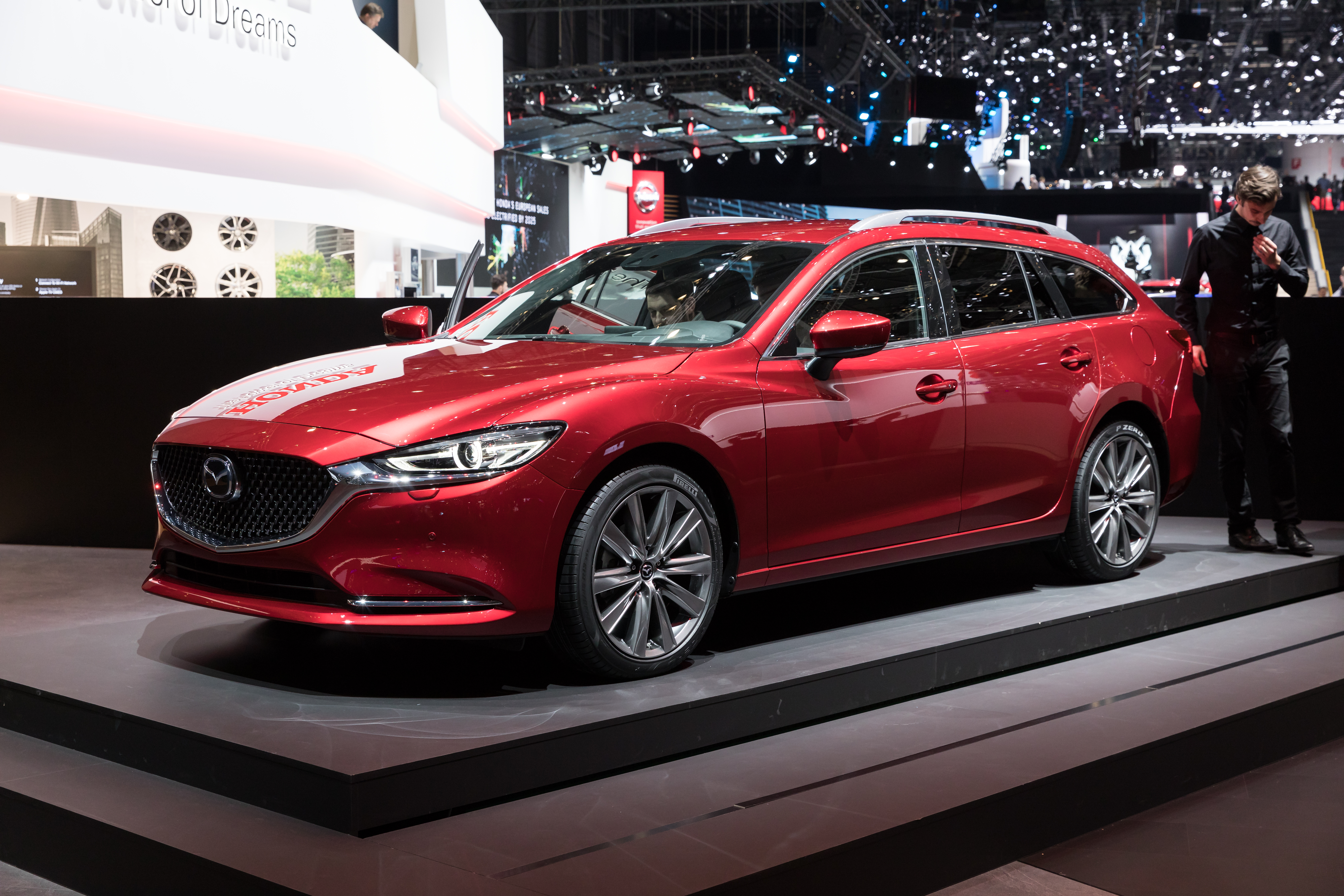
Mazda6
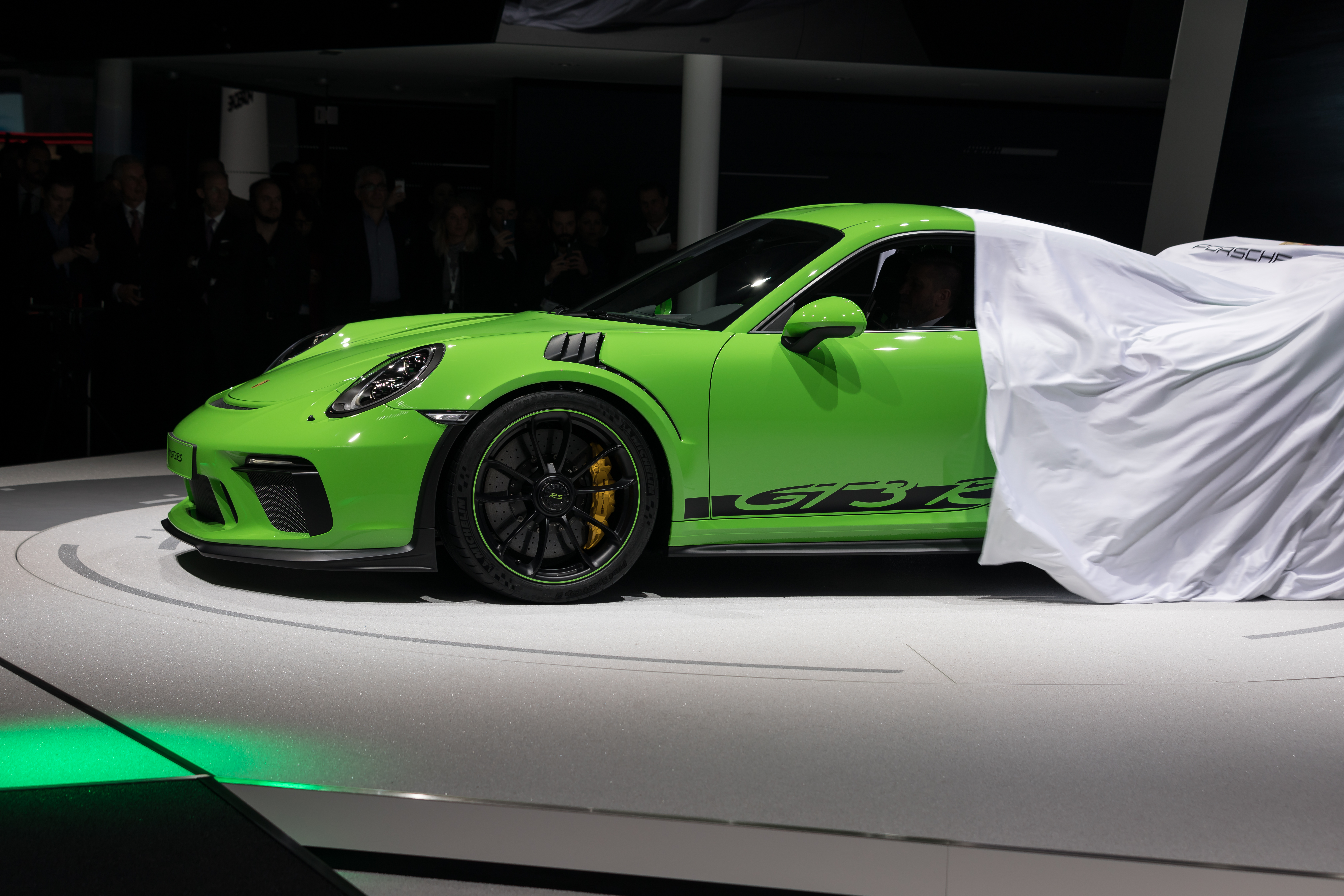
Porsche 991 GT3 RS (phase 2)
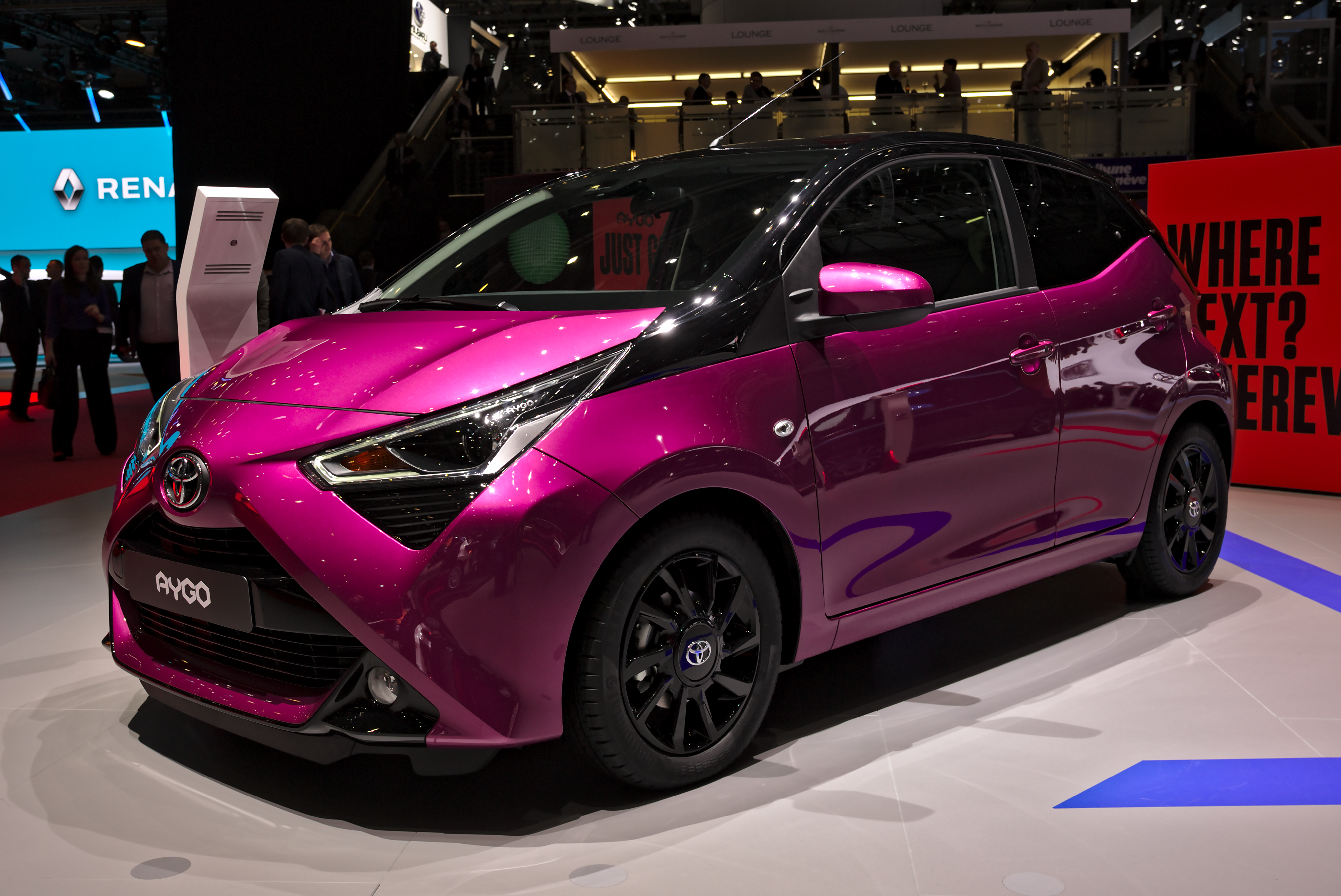
Toyota Aygo

### Concept cars
- Airbus Pop.Up[38]
- BMW M8 Gran Coupé Concept
- Cupra eRacer
- GFG Sybilla concept[39]
- Honda CR-V hybride[40]
- Honda Sports EV Concept : Présenté au Salon de l'automobile de Tokyo 2017, il sera produit en série à partir de 2019 ;
- Hyundai Le Fil Rouge
- IED Hyundai Kite
- ItalDesign Audi Drone
- Lagonda Vision Concept[41]
- Lexus LF-1 Limitless : Il est présenté au Salon international de l'automobile d'Amérique du Nord en janvier 2018 et préfigure le futur véhicule haut de gamme de la marque[42] ;
- McLaren Senna GTR Concept
- Mitsubishi e-Evolution Concept
- Nissan IMx Kuro Concept
- Peugeot Rifter 4x4 Concept
- Polestar 1 Concept[43]
- Pininfarina HK GT
- Pininfarina H2 Speed
- Porsche Mission E Cross Turismo
- Renault concept EZ-GO[44]
- Škoda Vision X
- SsangYong e-SIV[45]
- Subaru Viziv Tourer concept[46]
- Tata concept H5X[47]
- Techrules RenRS
- Toyota Concept-i
- Toyota i-Ride
- Toyota Fine-Comfort Ride
- Toyota GR Supra Racing Concept[48]
- Volkswagen I.D. Vizzion[49]
- W Motors Fenyr

Concept-cars au salon de Genève 2018
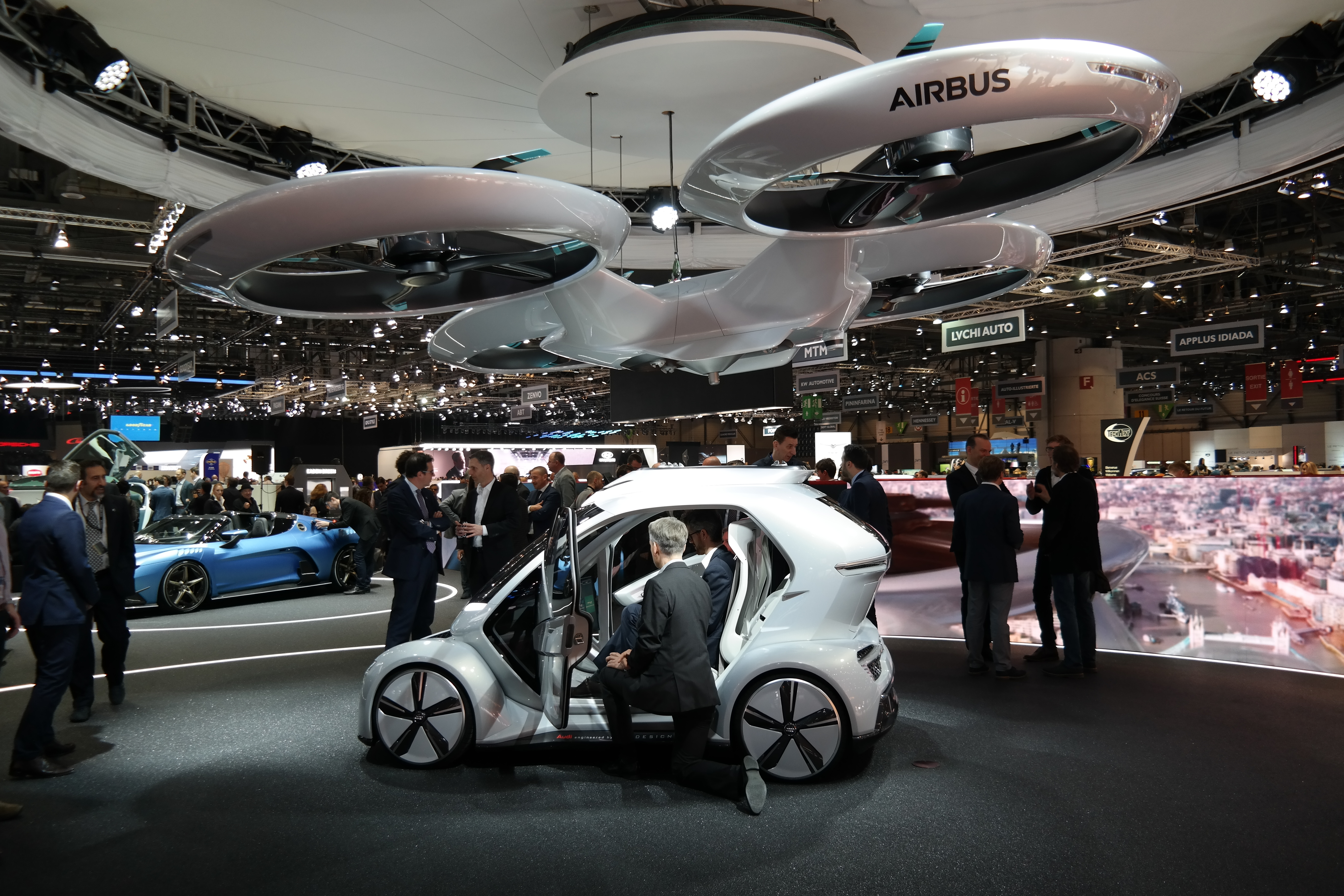
Airbus Pop.Up Next
BMW M8 Gran Coupé Concept
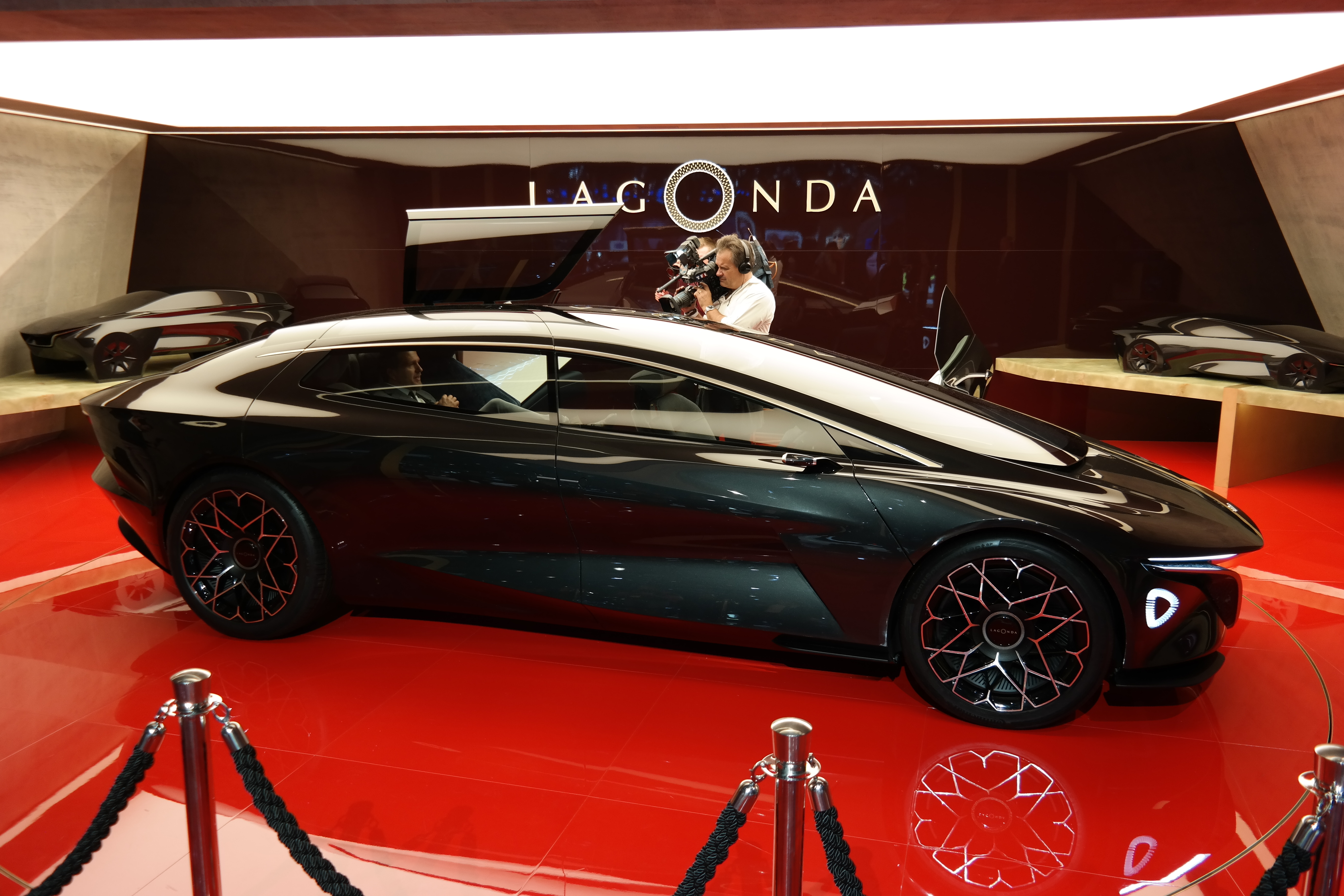
Lagonda Vision Concept
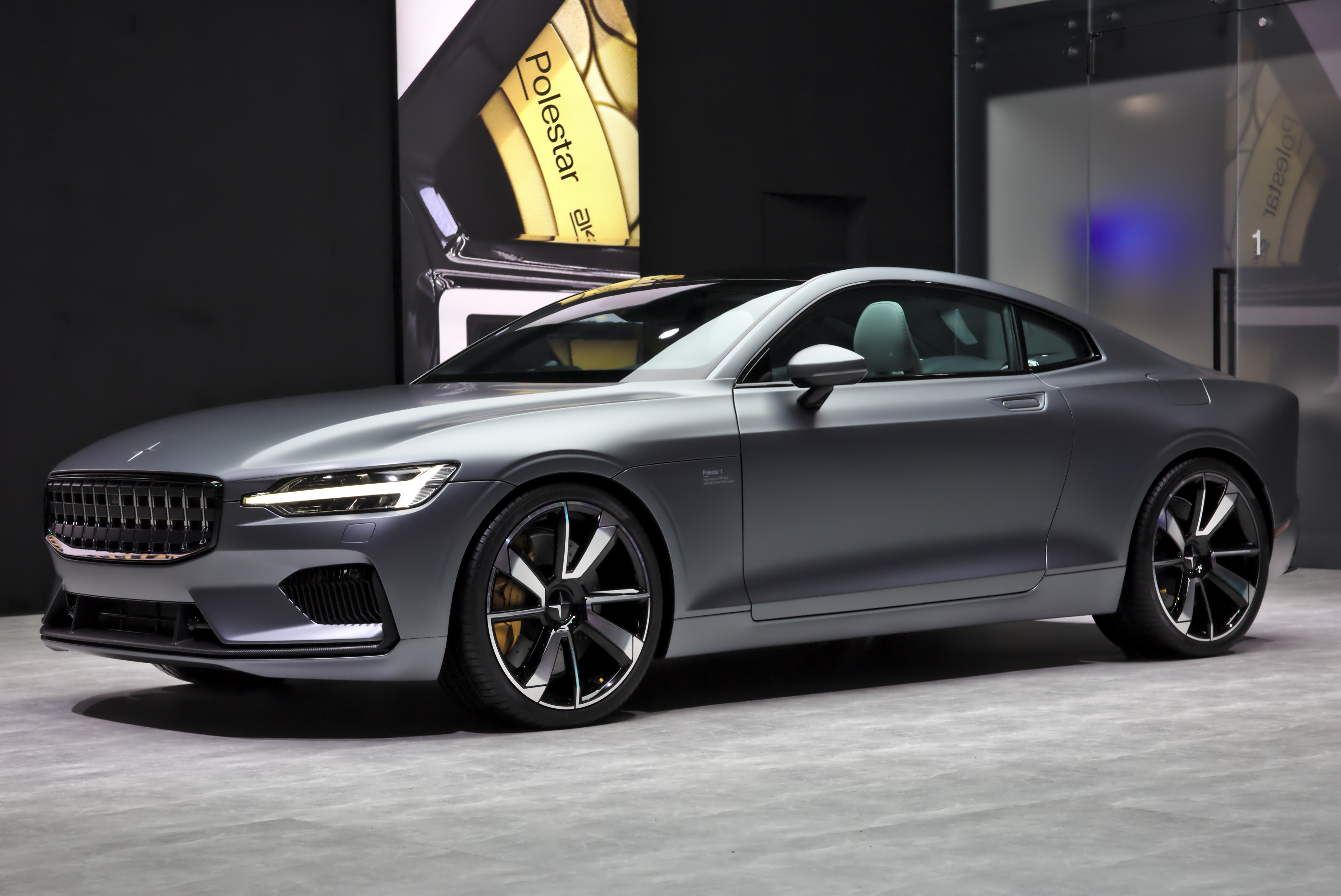
Polestar 1
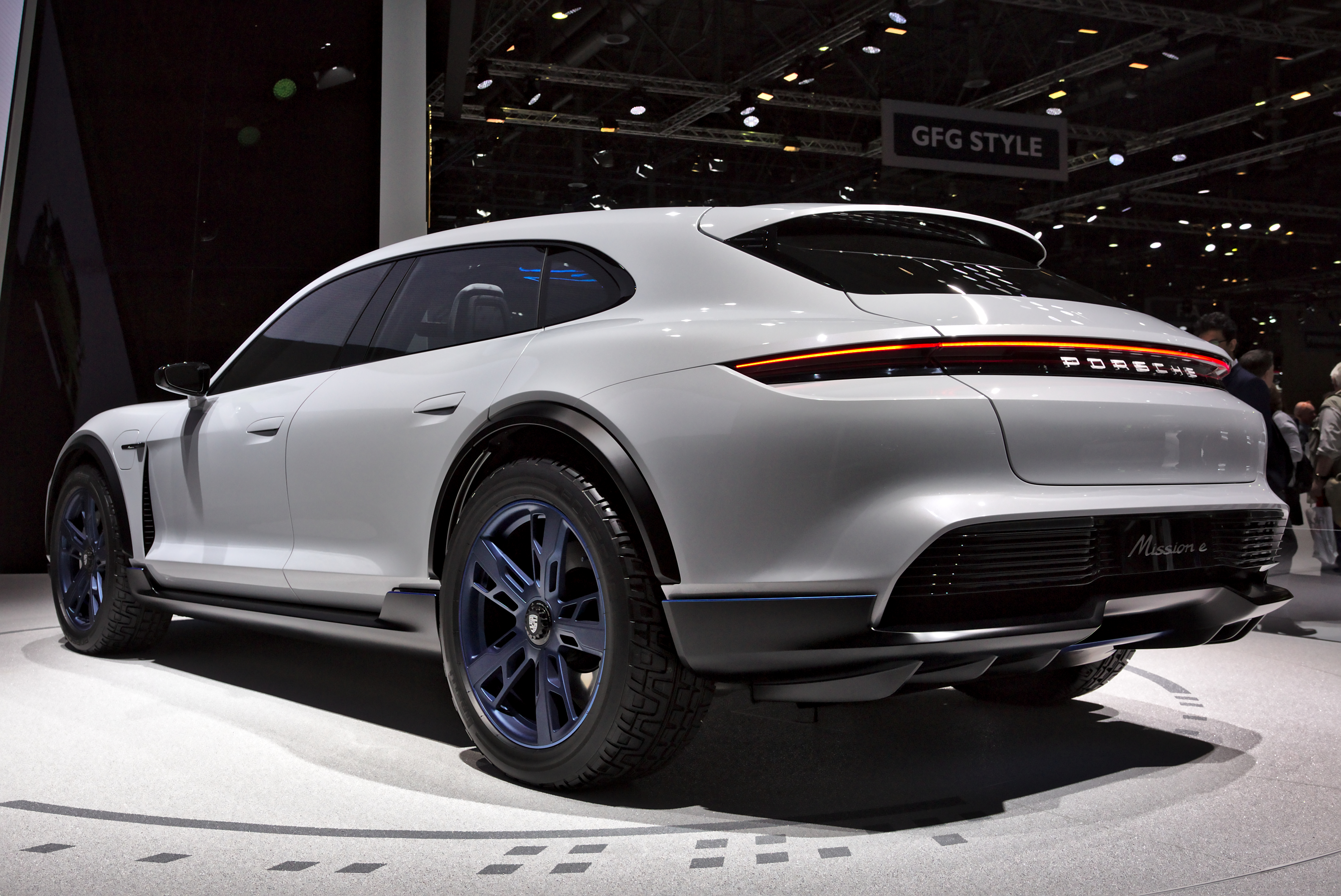
Porsche Mission E Cross Turismo
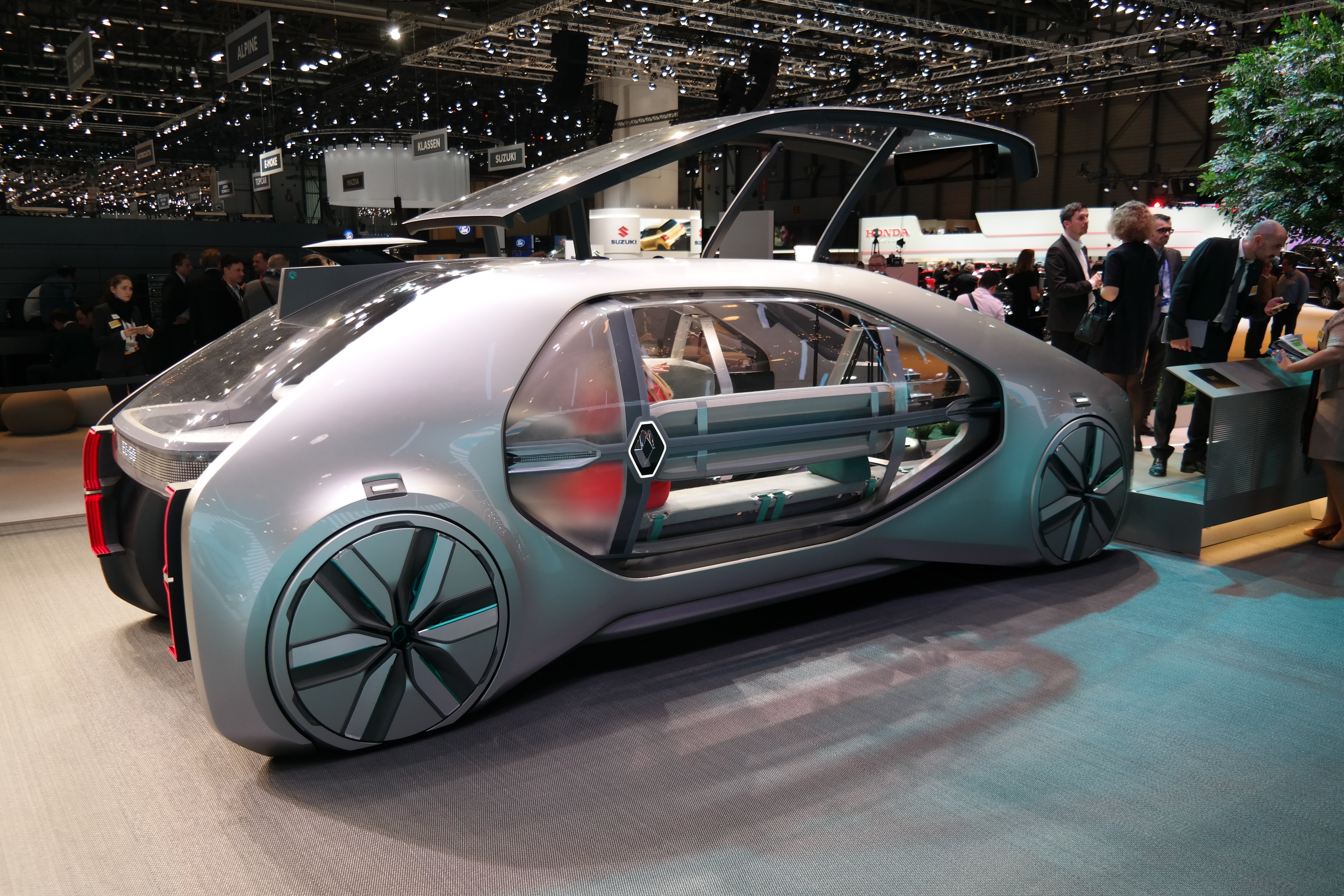
Renault concept EZ-GO
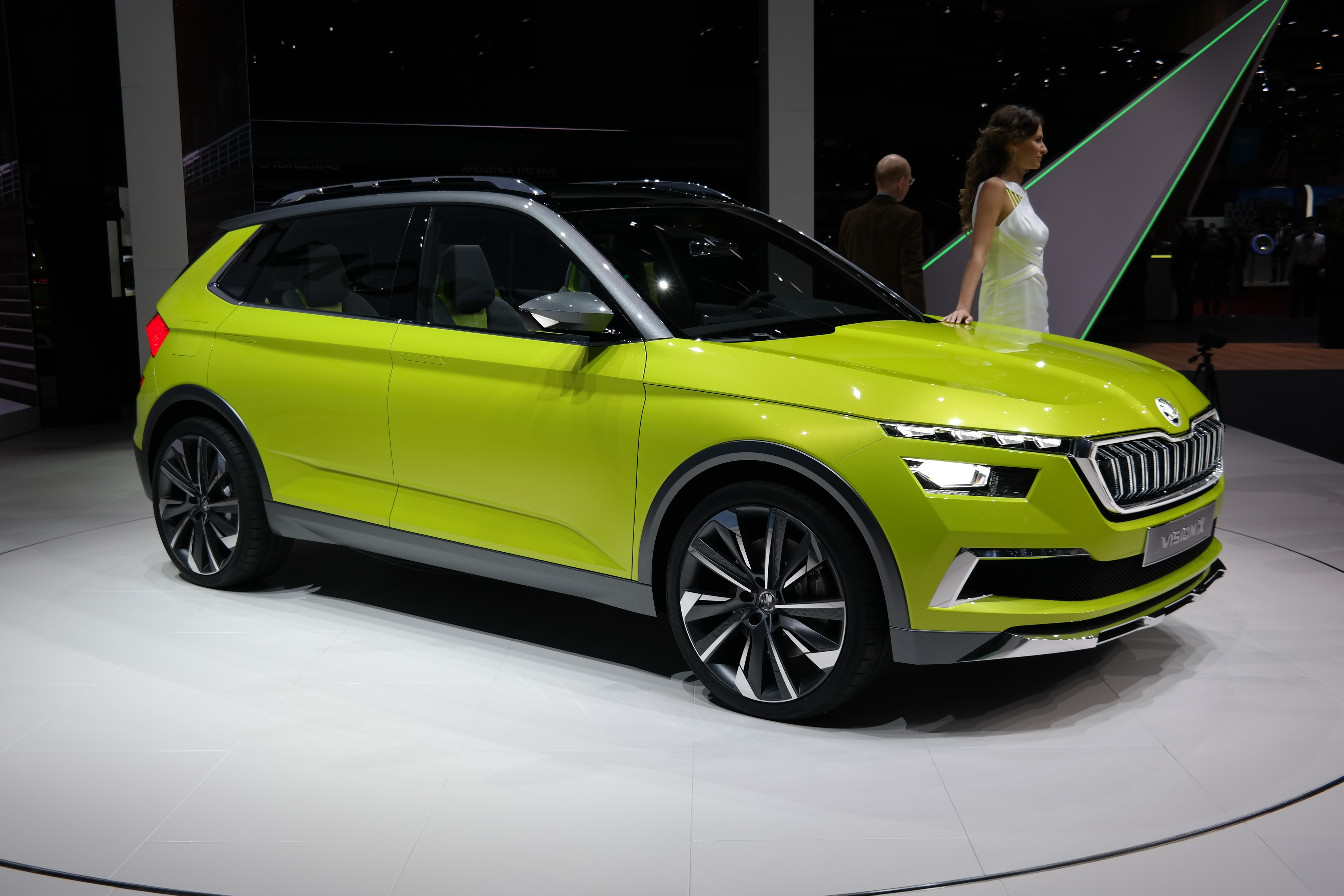
Skoda Vision X
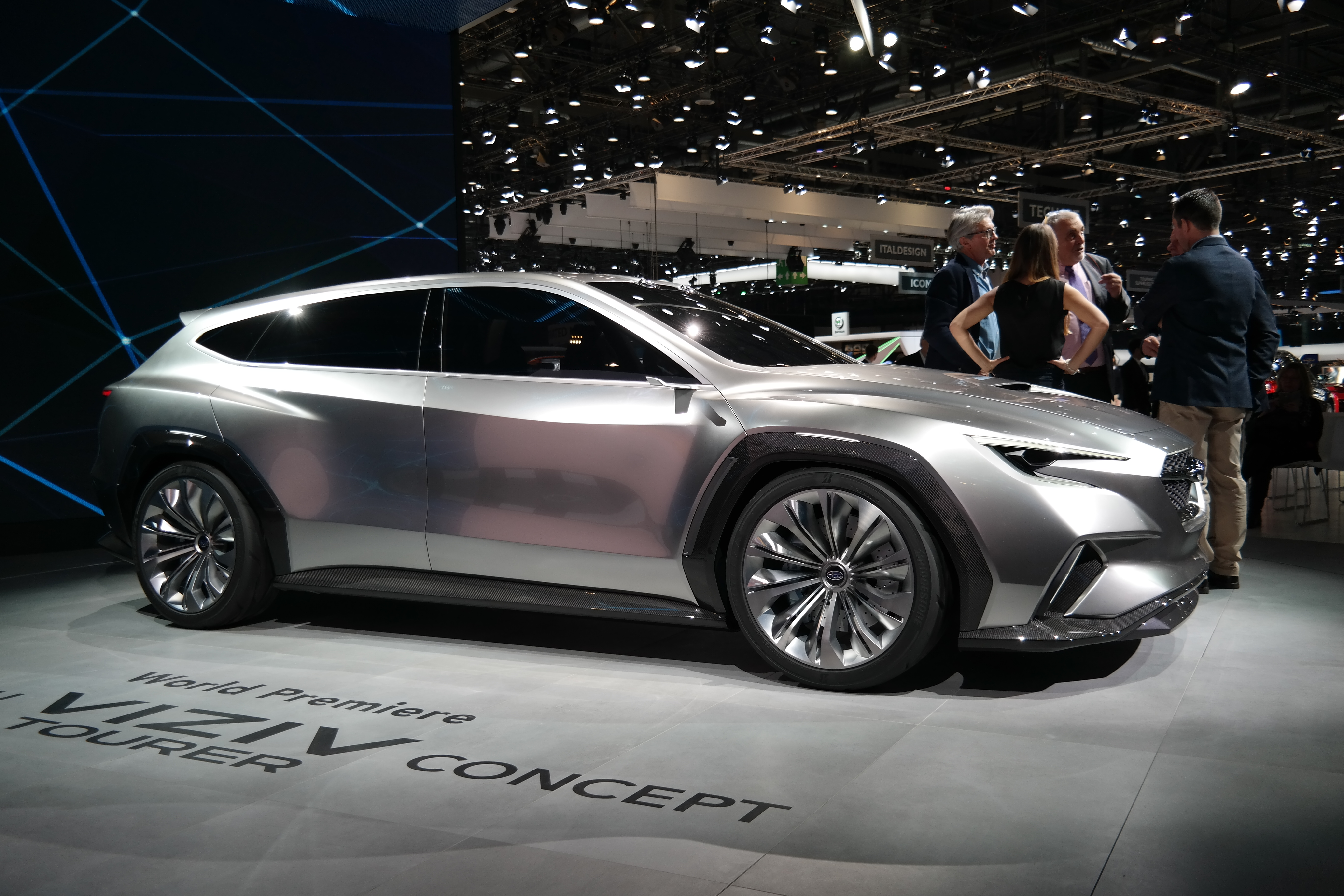
Subaru Viziv Tourer concept
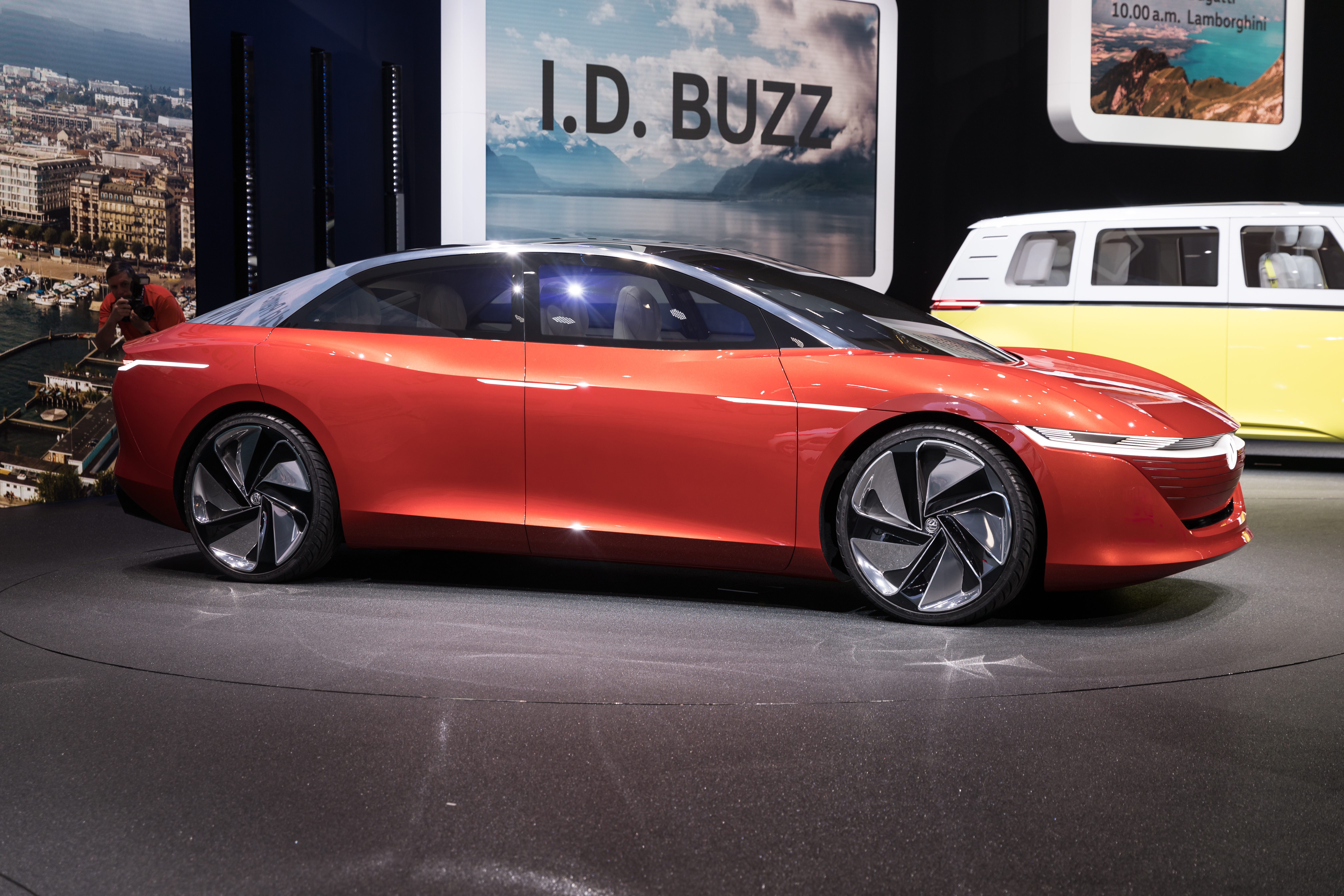
Volkswagen I.D. Vizzion
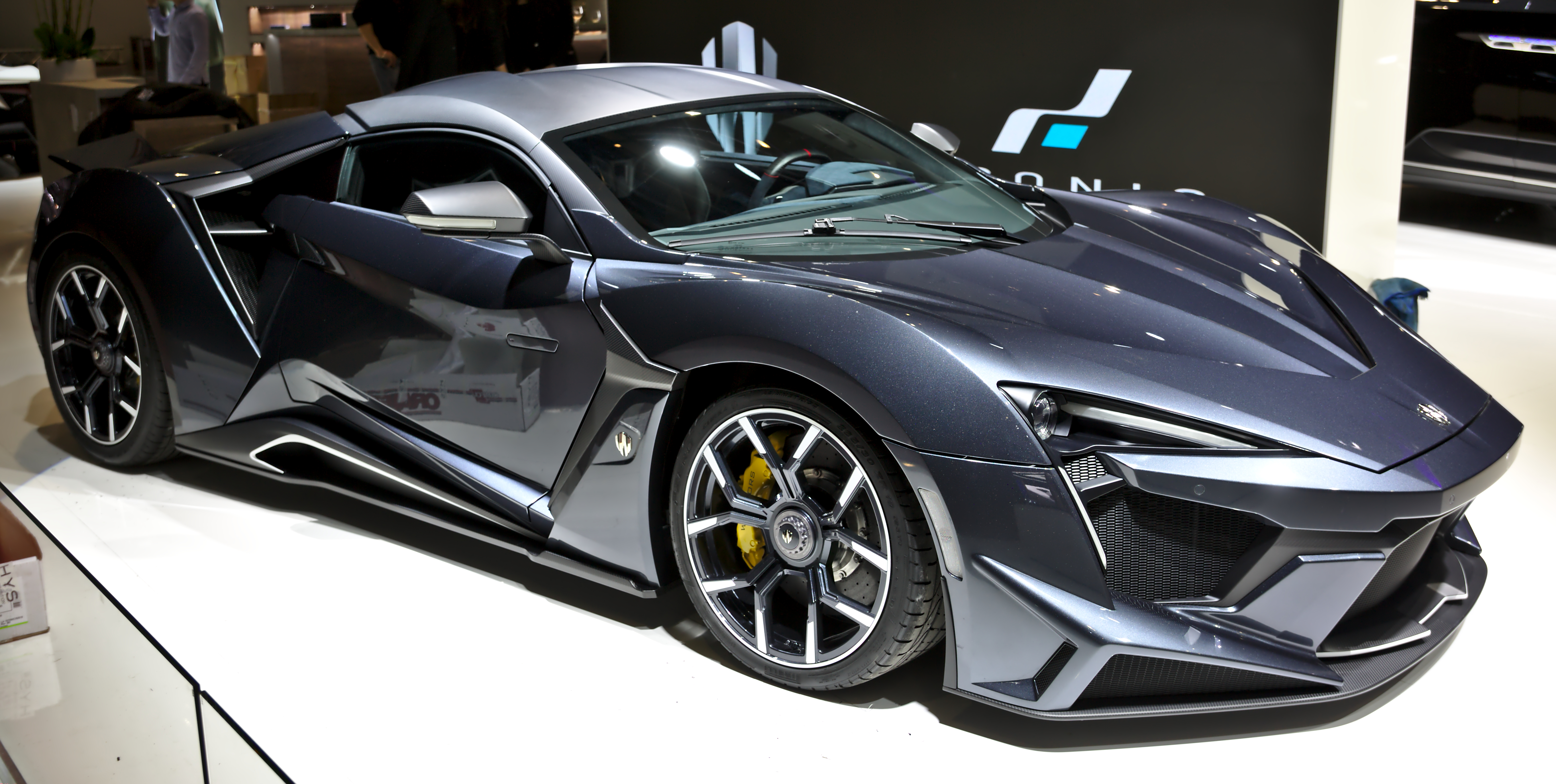
W Motors Fenyr

### Compétition
- Alpine A110 GT4
- Aston Martin Vantage GTE
- Aston Martin Valkyrie AMR PRO
- BMW M8 GTE
- Peugeot 308 TCR

Véhicules de compétition
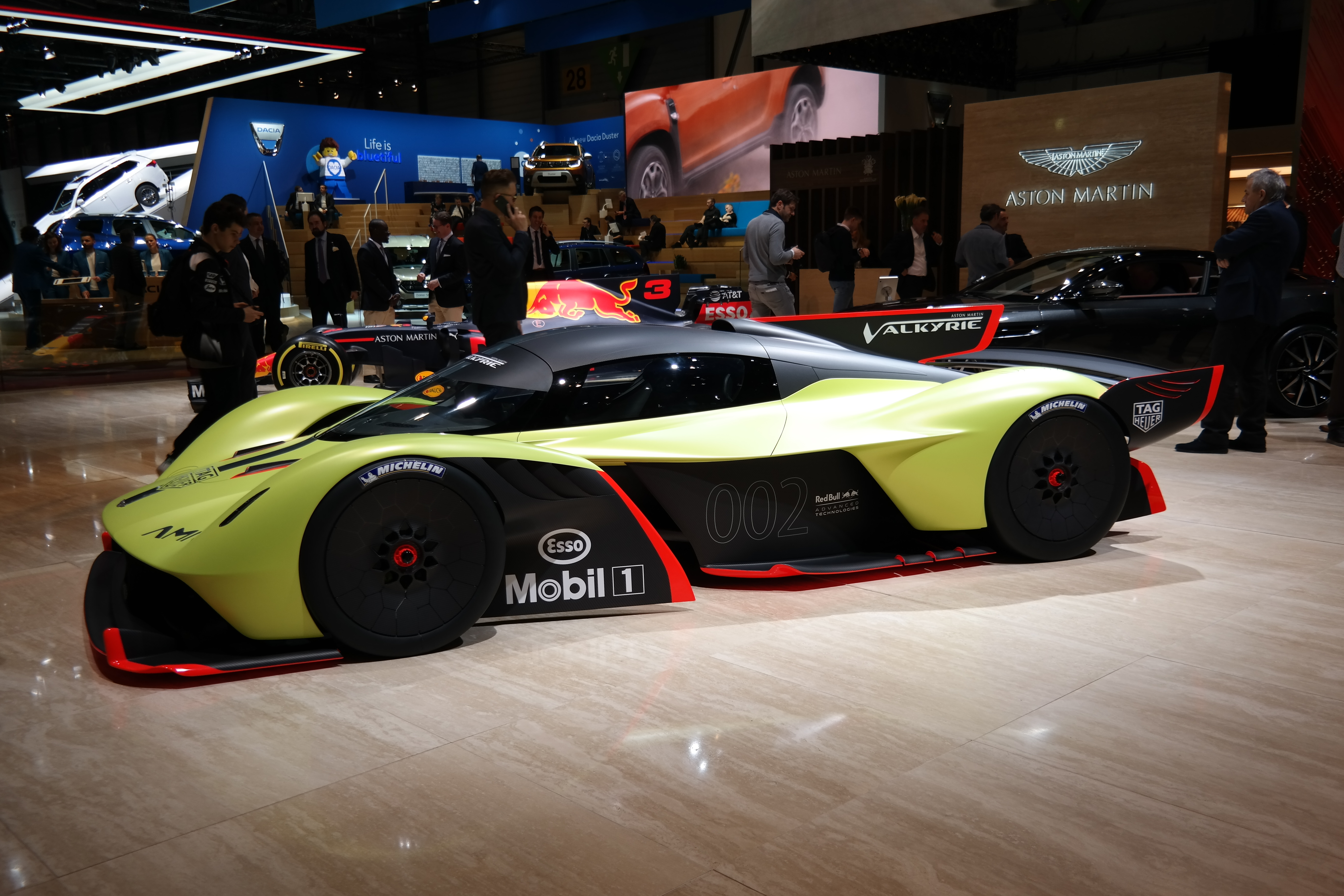
Aston Martin Valkyrie AMR PRO
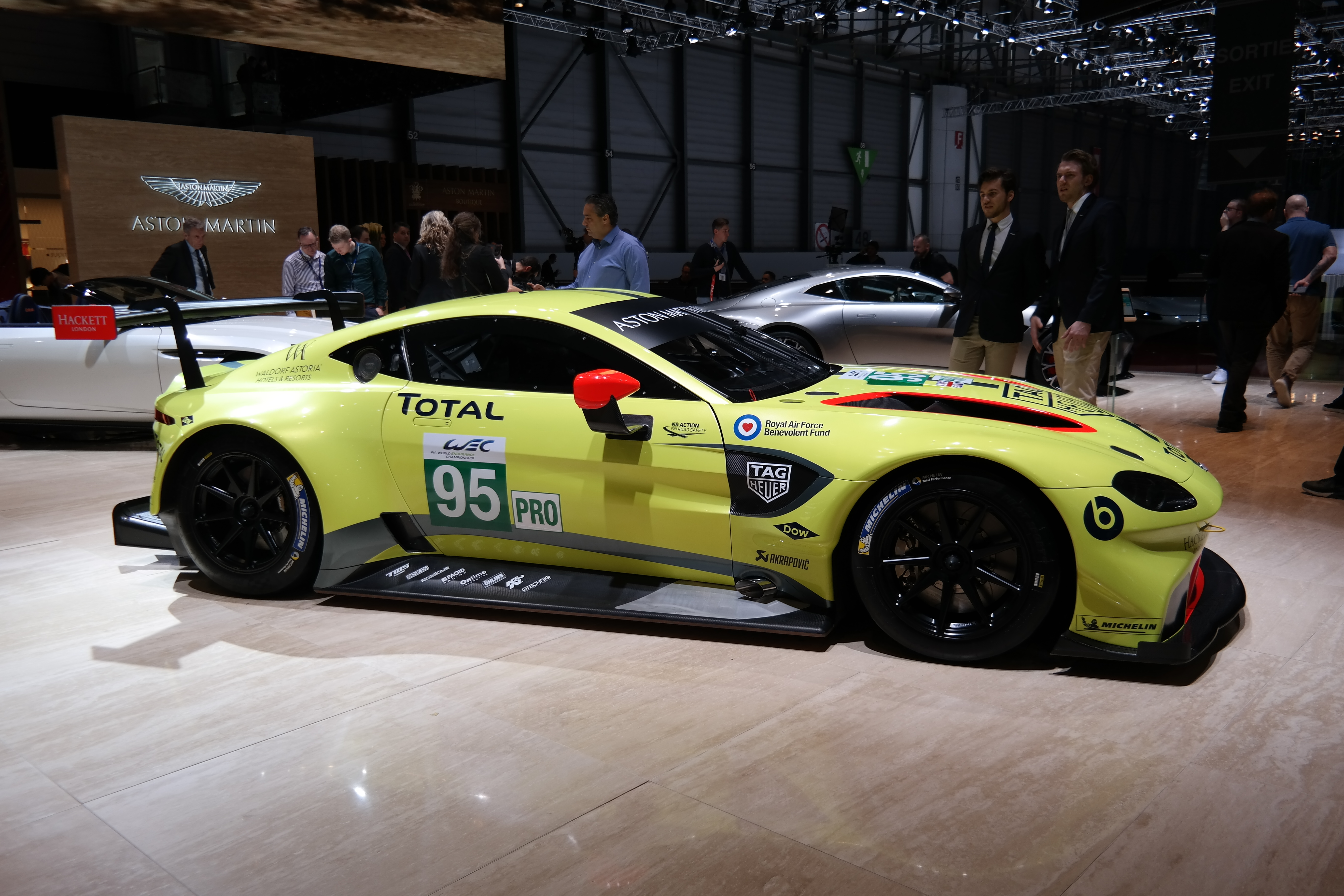
Aston Martin Vantage GTE
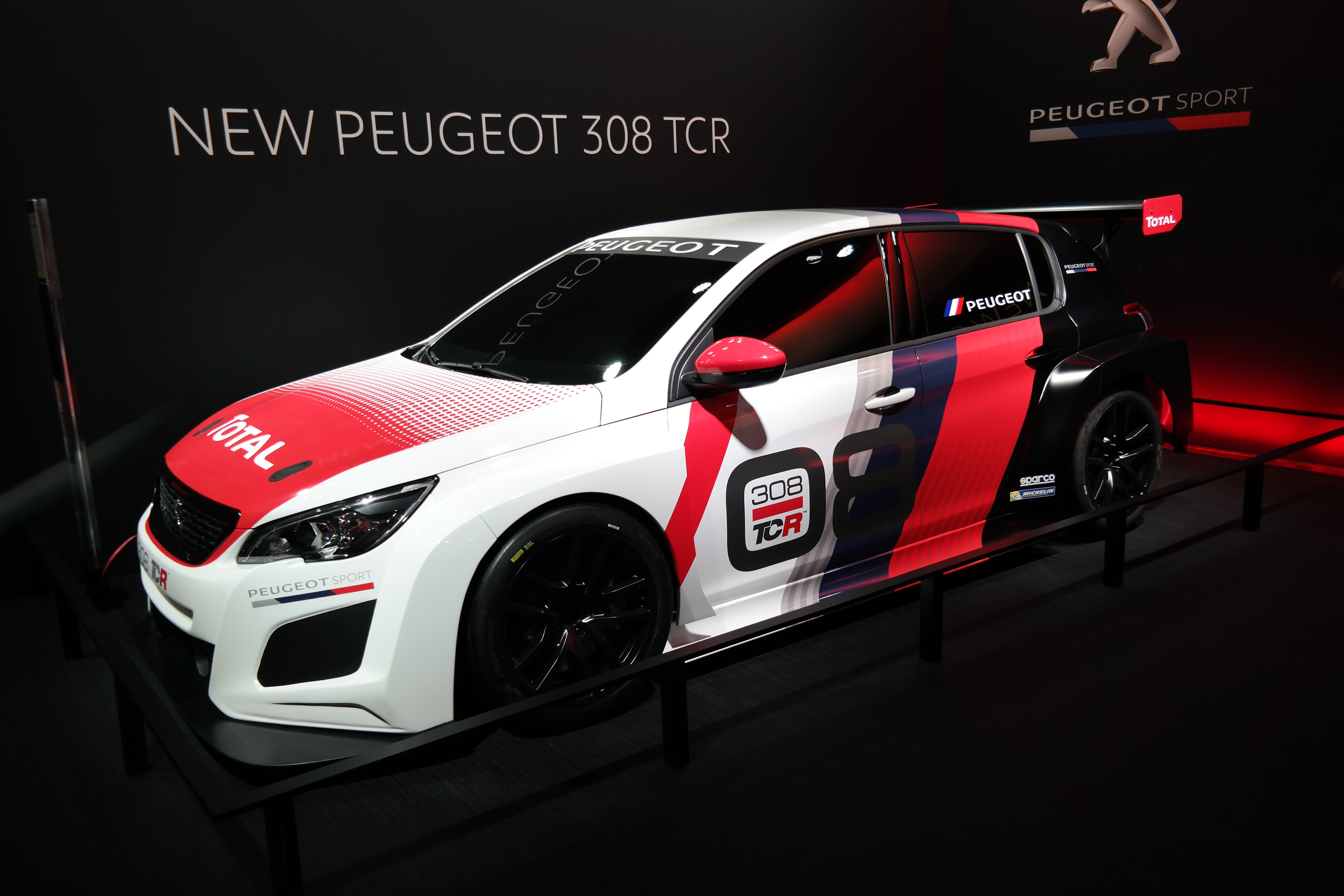
Peugeot 308 TCR

### Exposants
71 exposants (dont 12 nouveaux) de 18 pays sont présents pour la catégorie des voitures particulières et châssis complets de voitures particulières à 3 ou 4 roues et plus, voitures électriques et à propulsion alternative.
| - Abarth - Alfa Romeo - Alieno LTD - Alpine - Mercedes-AMG - Aston Martin - Audi - Audi Sport - Bentley - BMW - BMW Alpina - Bugatti - Citroën - Corbellati S.L. - Dacia - David Brown Automotive (en) - Dodge - BurBy's Moke Automobile - E'mobile - Ferrari - Fiat - Fomm - Ford - Gaznat SA | - Hennessey Performance Engineering - Honda - Hyundai - Isuzu - Jaguar - Jeep - Kia - Koenigsegg - Lamborghini - Land Rover - Lexus - LvChi Auto - Mansory - Maserati - Mazda - Mclaren - Mercedes-Benz - Mitsubishi - Morgan - Nissan - Pagani - Peugeot - Pininfarina - Polestar | - Porsche - Quadro Technologie - Dodge - Renault - Rimac Automobili - Rinspeed - Rolls-Royce - Ruf - Seat - Sin Cars - Škoda - Smart - SsangYong - Subaru - Suzuki - Tata - Techrules - Toyota - Volkswagen - Volvo - W Motors - Yokohama - Zenvo |